# Hector Guimard
Pour les articles homonymes, voir Guimard.
Hector Guimard (né à Lyon, le 10 mars 1867 et mort à New York, le 20 mai 1942) est un architecte français et le représentant majeur de l'Art nouveau, en France.
Dans la mouvance artistique internationale de son temps, Guimard fait figure de franc-tireur isolé : il ne laisse aucun disciple derrière lui, ni aucune école et c’est la raison pour laquelle il a pu être longtemps considéré comme un acteur secondaire de ce mouvement. Cette absence de postérité contraste avec l'inventivité formelle et la profusion typologique extraordinaires de son œuvre architecturale et décorative, où l’architecte donne le meilleur de lui-même en une quinzaine d'années d’intense activité créatrice et dont, outre les entrées des stations de métro parisiennes, le Castel Béranger et l'hôtel Guimard sont les réalisations les plus abouties.

## Biographie

### Les années d'étude

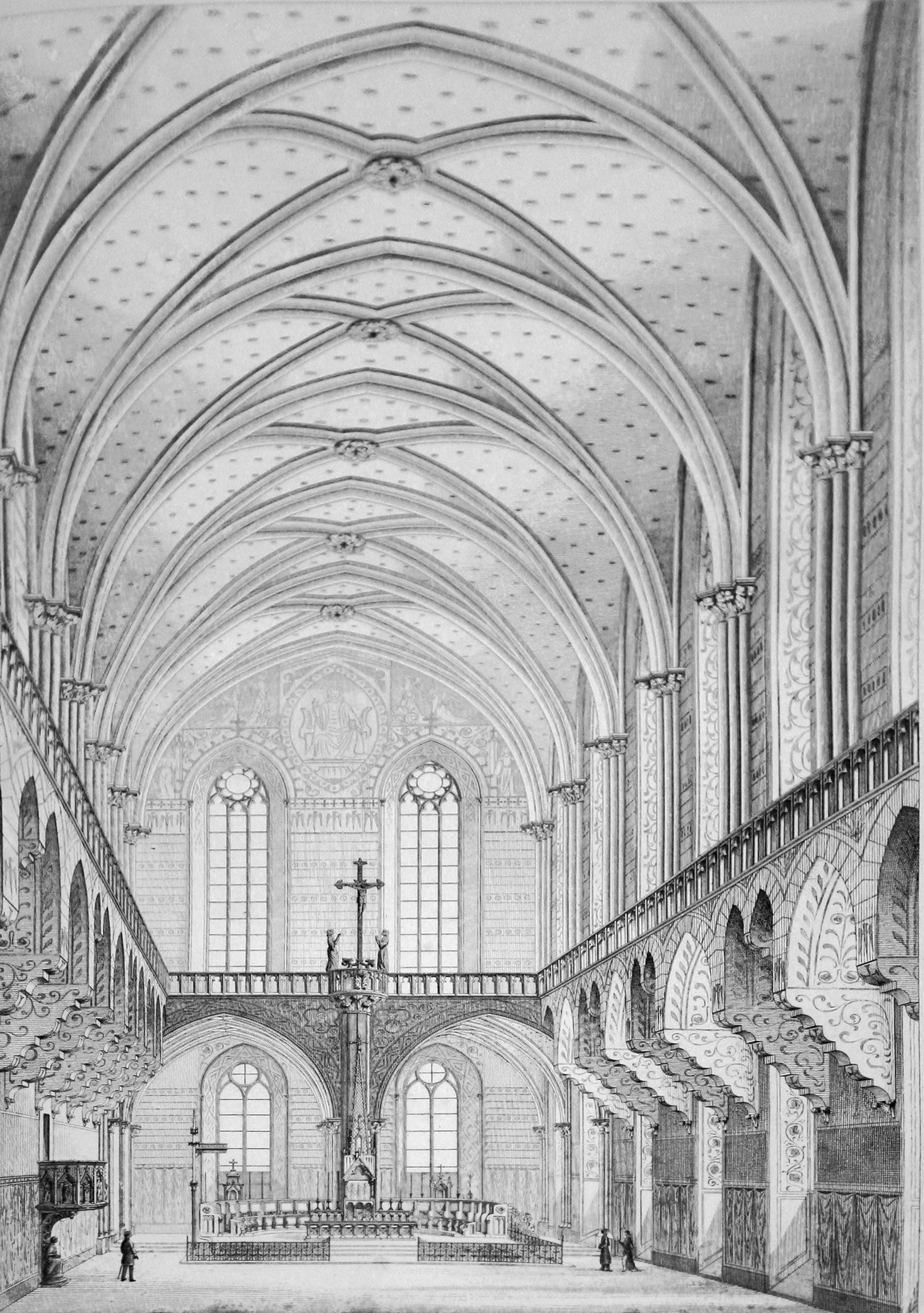
Eugène Viollet-le-Duc, projet de chapelle au Palais des Papes (XIXe siècle).

Hector Germain Guimard naît à Lyon le 10 mars 1867 au no 46 de l'avenue de Saxe. Son père, Germain René Guimard, est un orthopédiste né à Toucy dans l'Yonne. Sa mère, Marie Bailly, née à Larajasse dans le Rhône, est lingère.
Aux environs de 1880, la famille abandonne Lyon pour Paris. Mais le jeune Hector quitte rapidement le giron familial et trouve refuge auprès d'une parente de la famille, Apollonie Grivellé, riche propriétaire à Auteuil ; ce fait, comme d'autres, apporte un certain crédit à une hypothétique mésentente du fils avec sa famille.
En 1882, le jeune Guimard, âgé de quinze ans, entre à l’École nationale supérieure des arts décoratifs et est admis en section d'architecture l'année suivante. Il suit alors l'enseignement d'Eugène Train et de Charles Genuys, disciple de Viollet-le-Duc, qui sensibilise le futur architecte aux théories de Viollet-le-Duc, dont les Entretiens sur l'architecture qui jettent, dès 1863, les bases des futurs principes structurels de l’art nouveau. Guimard utilisera directement certains des modèles de Viollet-le-Duc en hommage à son maitre. Il sera aussi « profondément un adepte de Viollet-le-Duc dans l’utilisation de la nature pour la décoration ».
L'enseignement reçu à l’École des arts décoratifs semble convenir parfaitement au jeune Hector qui y remporte de beaux succès et aspire en 1885 à intégrer l'École nationale des beaux-arts. Admis, il s'inscrit dans l'atelier libre de Gustave Raulin, fondé en 1860 par Vaudremer. L'enseignement qu'il reçoit présente sans doute peu de rupture avec le précédent, mais ses résultats sont plus pâles que ceux obtenus à l’École des arts décoratifs. Il tente en 1892 le concours du prix de Rome, mais échoue à la deuxième éliminatoire. Le diplôme d'architecte lui échappe également, étant donné qu'il avait atteint la limite d'âge de trente ans, en 1897.

### Les premières réalisations

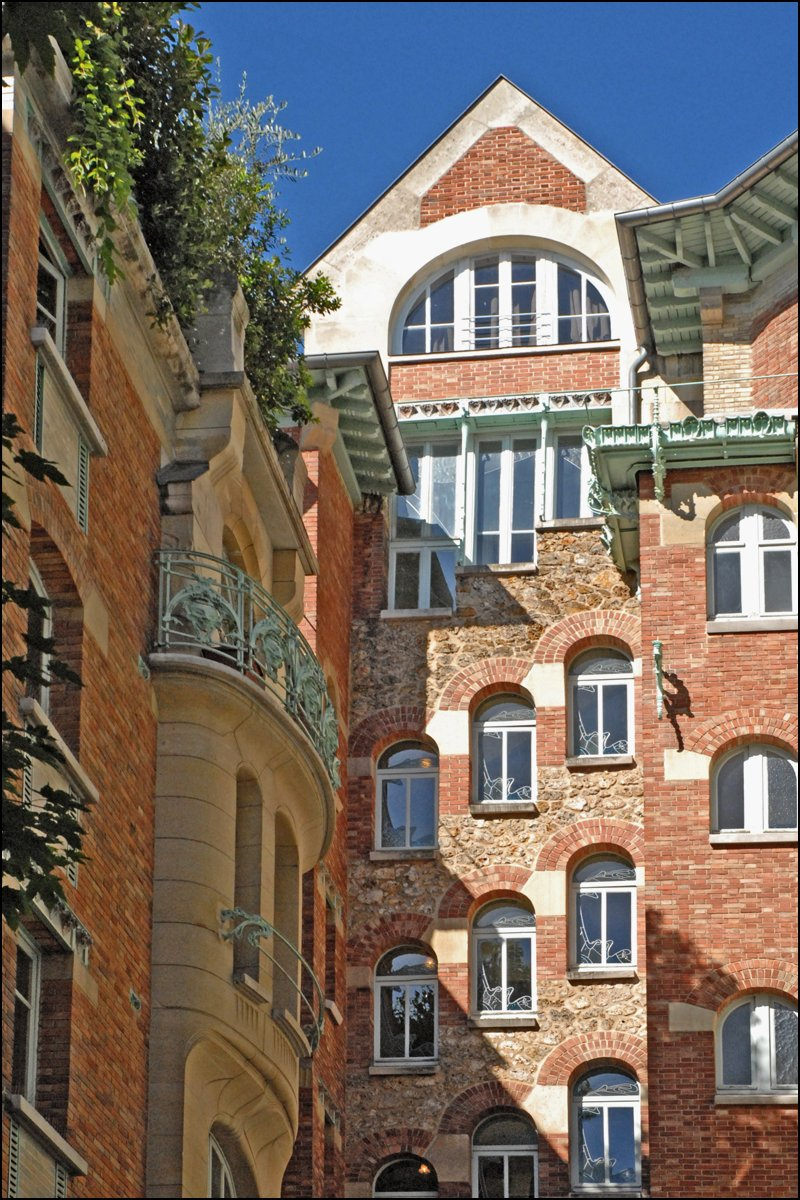
Castel Béranger (1898).

Guimard commence sa carrière d'architecte par l'édification en 1888 d'un café-concert, Le Grand Neptune, sur les quais d'Auteuil. Il participe l'année suivante à l'Exposition universelle de 1889, en construisant le Pavillon de l'électricité, un édicule voué aux techniques de l'électrothérapie.
Les premières réalisations importantes, marquées tant par l'héritage théorique de Viollet-le-Duc que par le vocabulaire formel de ce dernier, apparaissent avec les années 1890. L'hôtel Roszé (1891), et surtout l'hôtel Jassedé (1893), combinent ainsi avec bonheur recherche de pittoresque organique et expression rationnelle du programme. L'école du Sacré-Cœur (1895) apparaît, quant à elle, comme un hommage encore plus direct au maître spirituel : Guimard y expérimente les étranges colonnes en V du douzième Entretien.
La même année 1895 le voit aménager pour le compte d'Amélie Clotilde Carpeaux, veuve du célèbre sculpteur, un « musée-dépôt », connu sous le nom d'Atelier Carpeaux. C'est sans doute elle qui, par le biais de la Société historique d'Auteuil et de Passy, introduit Guimard dans le milieu de la bourgeoisie locale, où il rencontre notamment Elisabeth Fournier, la commanditaire de l’œuvre qui le rendra célèbre : le Castel Béranger, situé au no 14, de la rue La Fontaine — aujourd'hui rue Jean-de-La-Fontaine —, dans le 16e arrondissement de Paris.

### La conversion à l'Art nouveau

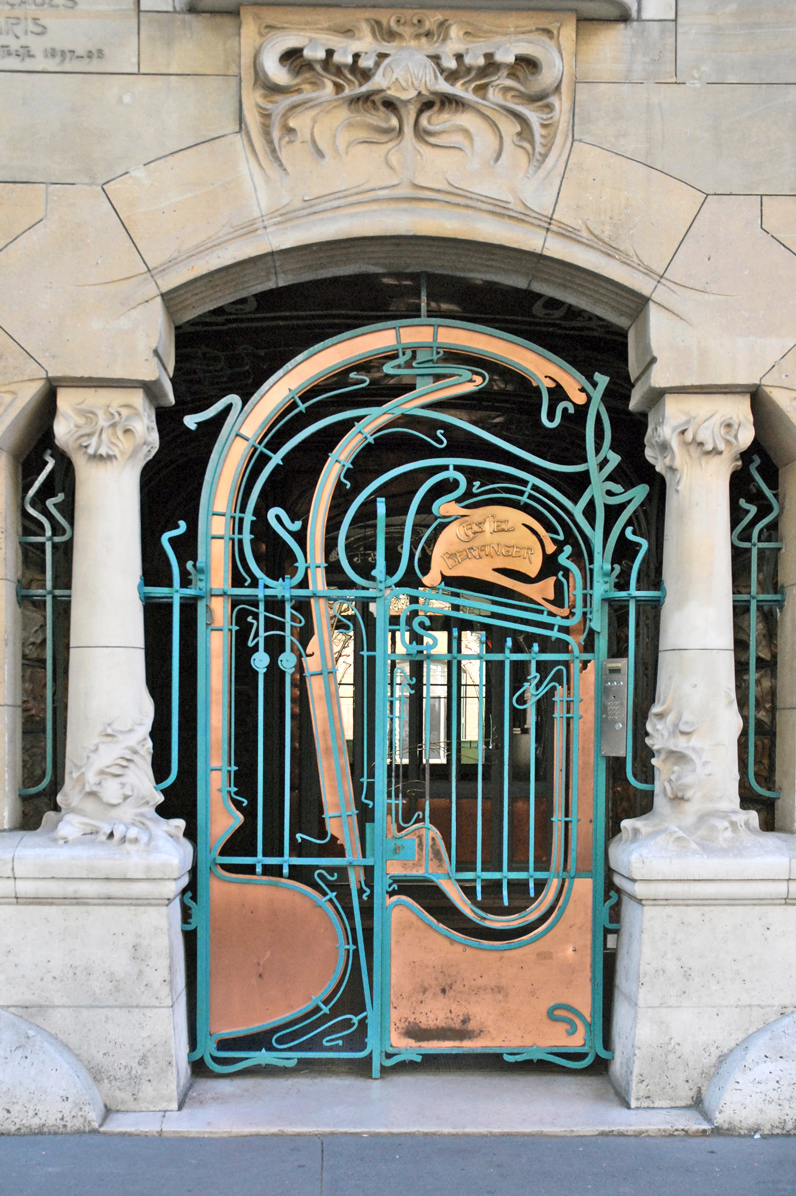
Castel Béranger (1898).

La conversion de Guimard au style linéaire, qui reste attaché à son nom, est subite et circonstanciée : elle se fait en 1895 lors d’un voyage à Bruxelles où il rencontre Victor Horta, qui lui fait visiter l’hôtel Tassel, conçu sur les leçons de Viollet-le-Duc.
S'il est trop tard pour modifier le gros œuvre du Castel Béranger — important immeuble de rapport s'étendant sur 700 m2 — qui commence à sortir de terre, Guimard parvient à son retour à Paris à convaincre madame veuve Fournier d'en reprendre toute la décoration. Celle-ci donne lieu à une véritable frénésie créative que les dessins aujourd'hui conservés dans le « Fonds Guimard » du musée d'Orsay permettent de suivre presque au jour le jour.
D'où l'esthétique variée et parfois contradictoire du Castel Béranger, à son achèvement, en 1898, illustrant dans la carrière de Guimard une période de transition radicale de près de cinq ans : sur les volumes géométriques et rectilignes du gros œuvre inspiré de Viollet-le-Duc se répand à profusion (ferronneries, fontes, vitraux, lambris, papiers peints, etc.) la ligne organique « en coup de fouet » importée de Belgique.
Cette combinaison effervescente et la nouveauté formelle qui en découle attire le regard de la presse spécialisée, en tout premier lieu, celui de La Critique qui sera le premier périodique à le défendre et le promouvoir. L'architecte est sollicité en 1899 par Le Figaro pour exposer son œuvre dans les salons du journal et l'immeuble est lauréat du premier concours de façades de la ville de Paris, organisé la même année. Guimard exploite lui-même son succès : il publie dès 1898 un luxueux ouvrage de soixante-cinq planches couleurs, Le Castel Béranger. L'art dans l'habitation moderne.

### La célébrité
Le Castel Béranger rend Hector Guimard célèbre du jour au lendemain et entraîne une flambée de commandes qui vont faire de lui la figure de proue de l'art nouveau en France. Celles-ci restent cependant essentiellement circonscrites aux notables de son quartier, Auteuil, ces clients constituant une sorte de réseau quasi « familial » de gens se connaissant généralement de près ou de loin.

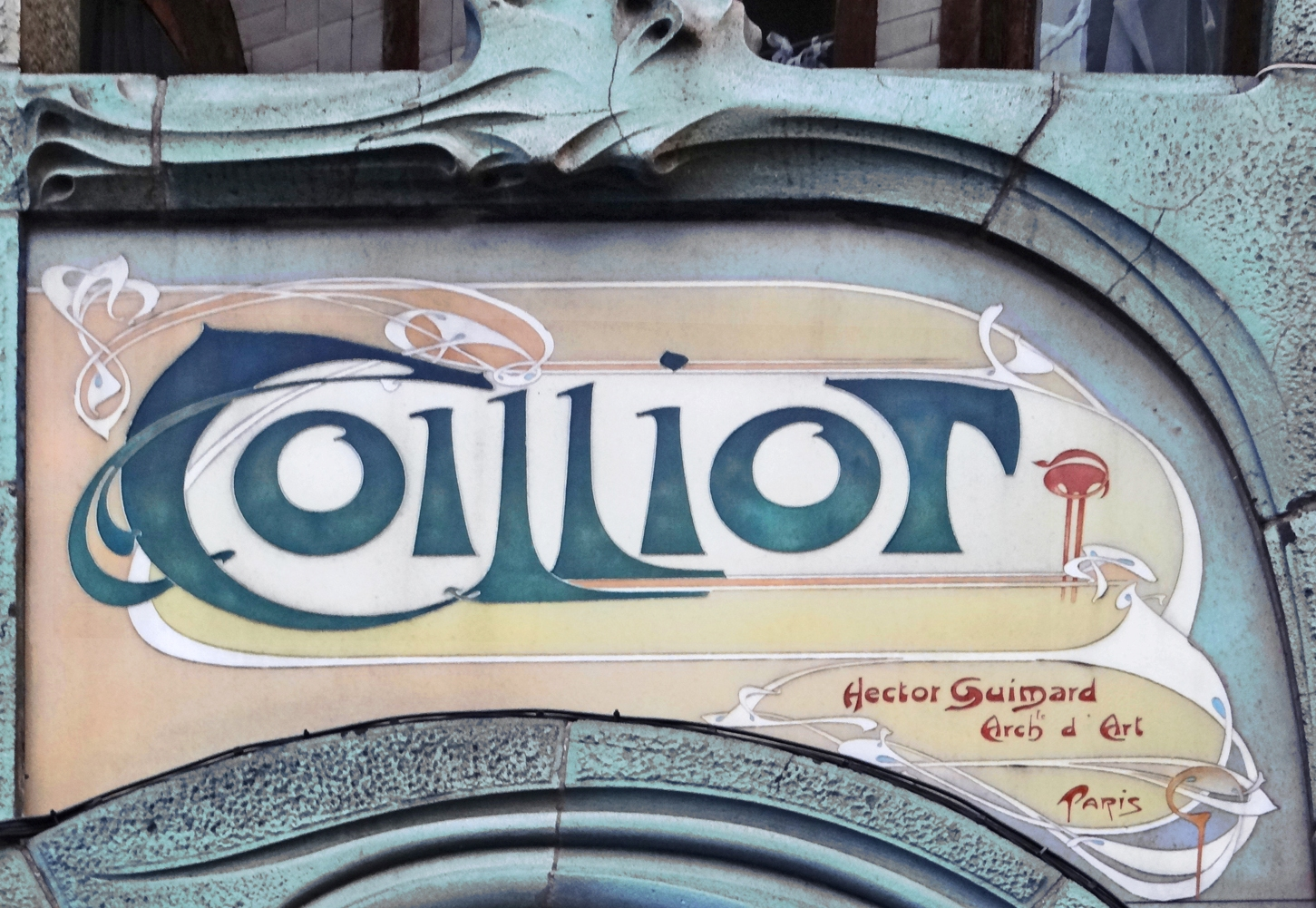
Maison Coilliot (1898).

C'est donc dans ce contexte que sortent de terre, sur près de deux ans seulement, l'hôtel Roy (1898) du boulevard Suchet, le Modern Castel (1899) de Garches, la Maison la Bluette (1899) d'Hermanville-sur-Mer, ou encore le Castel Henriette (1899) de Sèvres. Située hors de la région parisienne ou des stations balnéaires fréquentées par ses clients, la maison Coilliot (1898) de Lille fait partie des rares édifices du moment à être commandés en dehors du cercle de connaissances local de l'architecte.

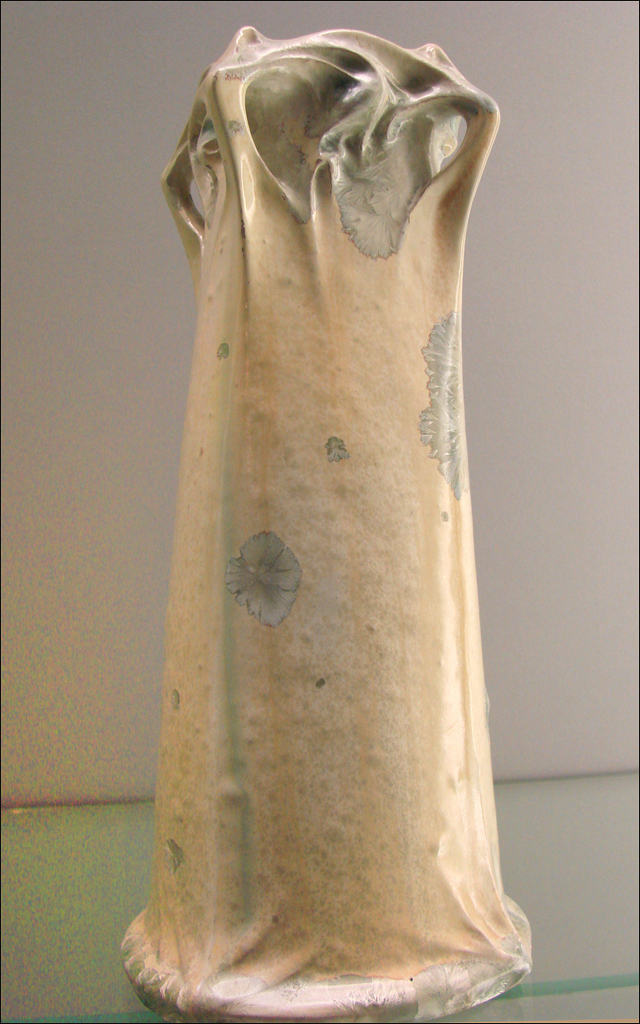
Vase de Cerny (1900).

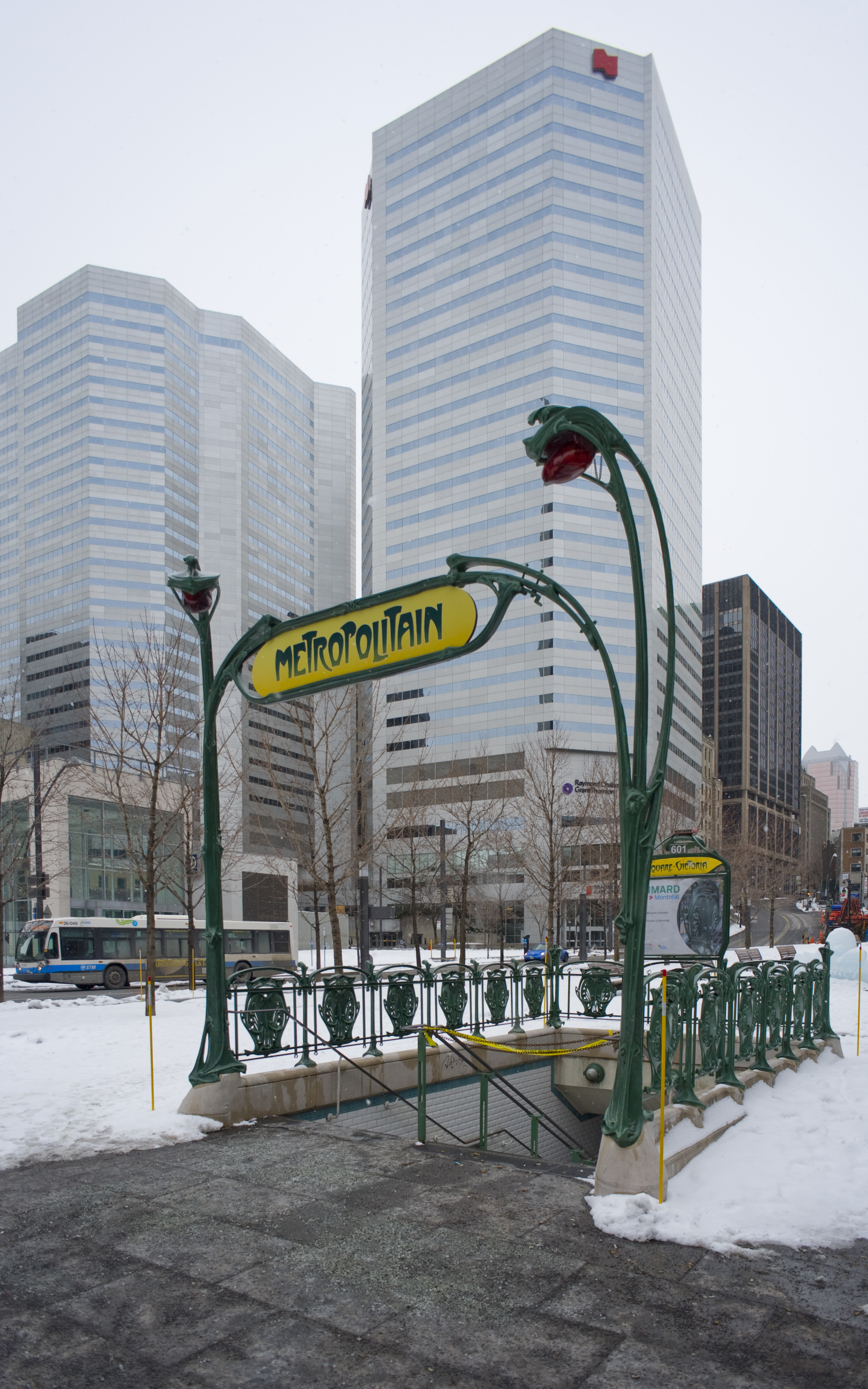
Entourage Guimard (1900) installé au square Victoria à Montréal.

C'est parallèlement à la mise en œuvre de tous ces projets que Guimard est sollicité par un père dominicain pour réaliser l'édifice le plus important de sa carrière : la salle de concerts Humbert-de-Romans. Rencontré par l'entremise de madame Carpeaux, le révérend père Lavy lui commande en effet un vaste complexe culturel et musical peu avant 1900. Celui-ci est inauguré en 1901 mais, malgré des critiques techniques plutôt élogieuses — l'architecte avait notamment bénéficié des conseils en acoustique de Camille Saint-Saëns — le projet s'avère un fiasco financier et la salle est rasée quelques années après son édification.
Cette période très active pour l'architecte s'achève en quelque sorte par la réalisation qui lui assure encore aujourd'hui sa célébrité universelle : les édicules et entourages du métro parisien. Son contexte est celui de l'Exposition universelle de 1900, où la ville de Paris souhaite rattraper son retard sur les autres grandes métropoles déjà pourvues de ce moyen de transport. La Compagnie du Métropolitain organise bien un concours, mais les résultats en sont tellement peu originaux que celle-ci choisit de l'annuler et impose Hector Guimard, un non-inscrit ; et malgré plusieurs mésententes (financières notamment) avec l'architecte, celle-ci installera ses célèbres entourages en fonte, réalisés par la fonderie d'art du Val d'Osne, jusqu'en 1913.
Occupé par le chantier du métro, Guimard participe quand même à l'Exposition universelle, quoique de manière disparate. Il conçoit notamment le pavillon du fabricant de malt Déjardin et celui de la parfumerie Millot. Il est également sollicité — signe d’un succès encore tangible à ce moment — par la Manufacture nationale de Sèvres, qui lui commande successivement plusieurs modèles de vases.

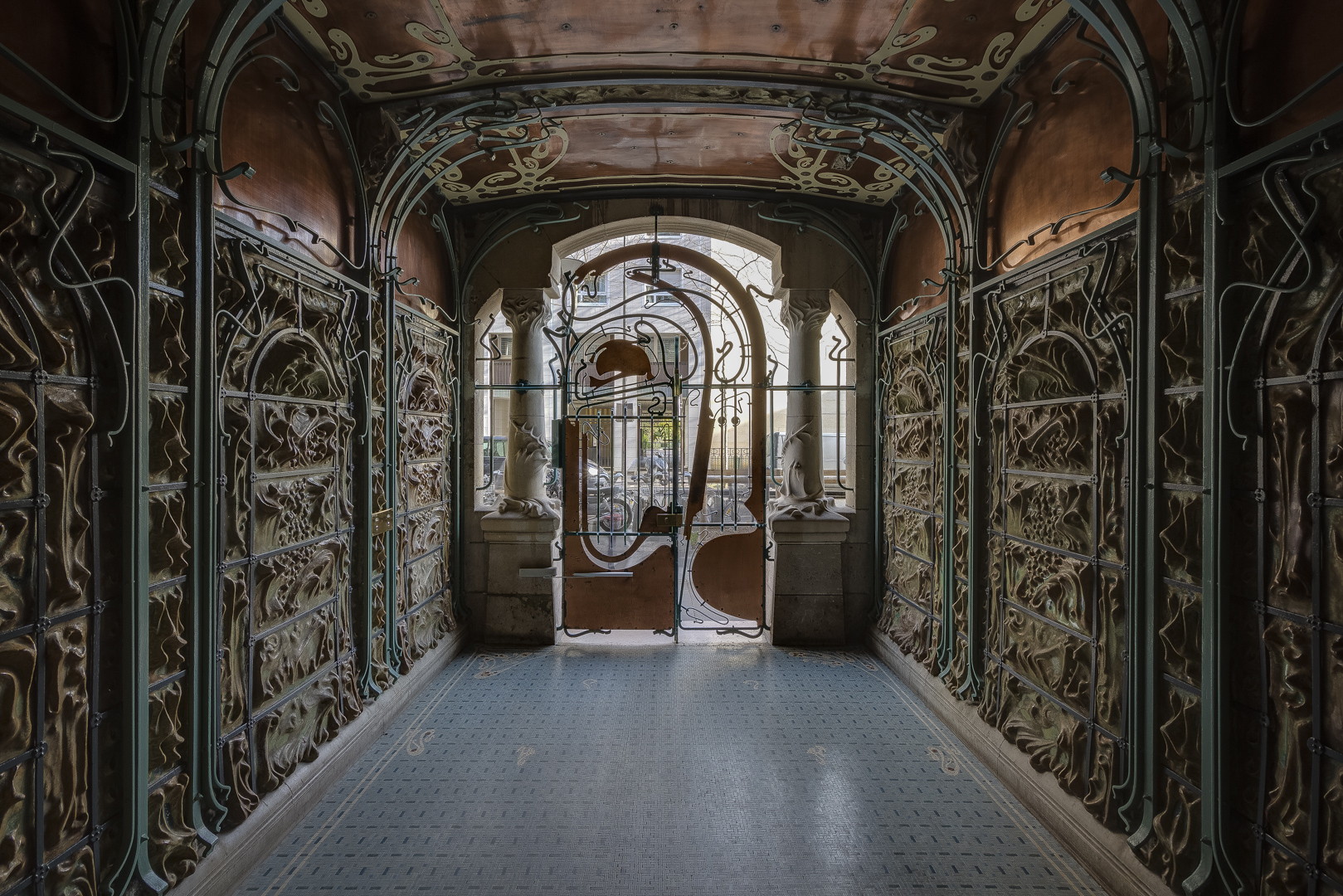
Castel Béranger (1898).

### La maturité

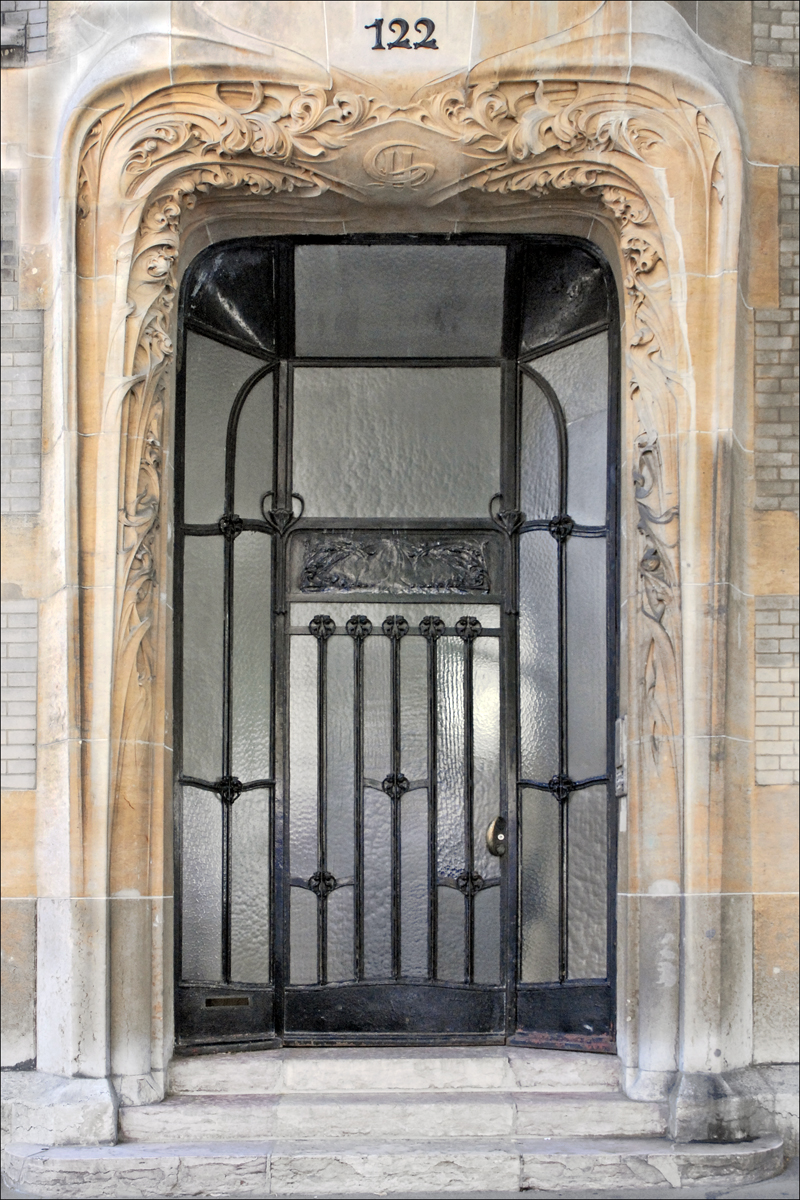
Hôtel Guimard (1910).

L'après-1900 voit l'activité de Guimard ralentir sensiblement. On a pu parler d'une sorte d'assagissement, sinon d'une perte d'intérêt. En fait il n'en est rien, et l'on peut même estimer que c'est précisément durant la décennie 1900-1910 que son art atteint sa perfection et son point d'équilibre, l'architecte affinant sa manière et approfondissant ses principes esthétiques toujours davantage.
La conscience de cette maturité stylistique le pousse à inventer une formule — qui sera mal comprise par la majorité du public — pour qualifier son art : le style Guimard. Celle-ci est lancée officiellement lors de l'Exposition internationale de l’Habitation organisée en 1903 au Grand Palais par le journal Le Bâtiment.
Bien que moins nombreuses, les commandes restent régulières jusqu'en 1914 mais se limitent à un cercle de clients encore plus restreint qu'auparavant. Parmi ceux-ci figure notamment le négociant en métaux Léon Nozal, véritable mécène qui lui commande des entrepôts (1902) à Saint-Denis, un atelier d'artiste (1903) avenue Perrichont — en fait destiné à Guimard lui-même et à son personnel —, un imposant hôtel particulier (1905) rue du Ranelagh et une villa (1903) à Cabourg.
Cette période voit également Guimard s’associer à des projets immobiliers au succès mitigé, qu’ils soient suburbains comme le lotissement du parc Beauséjour à Villemoisson-sur-Orge — initié par Achille Laurent, pour lequel est construit le sculptural Castel d'Orgeval (1905) — ou parisiens, comme le groupe d’immeubles de la rue Moderne (aujourd’hui rue Agar) aux alentours de 1910.

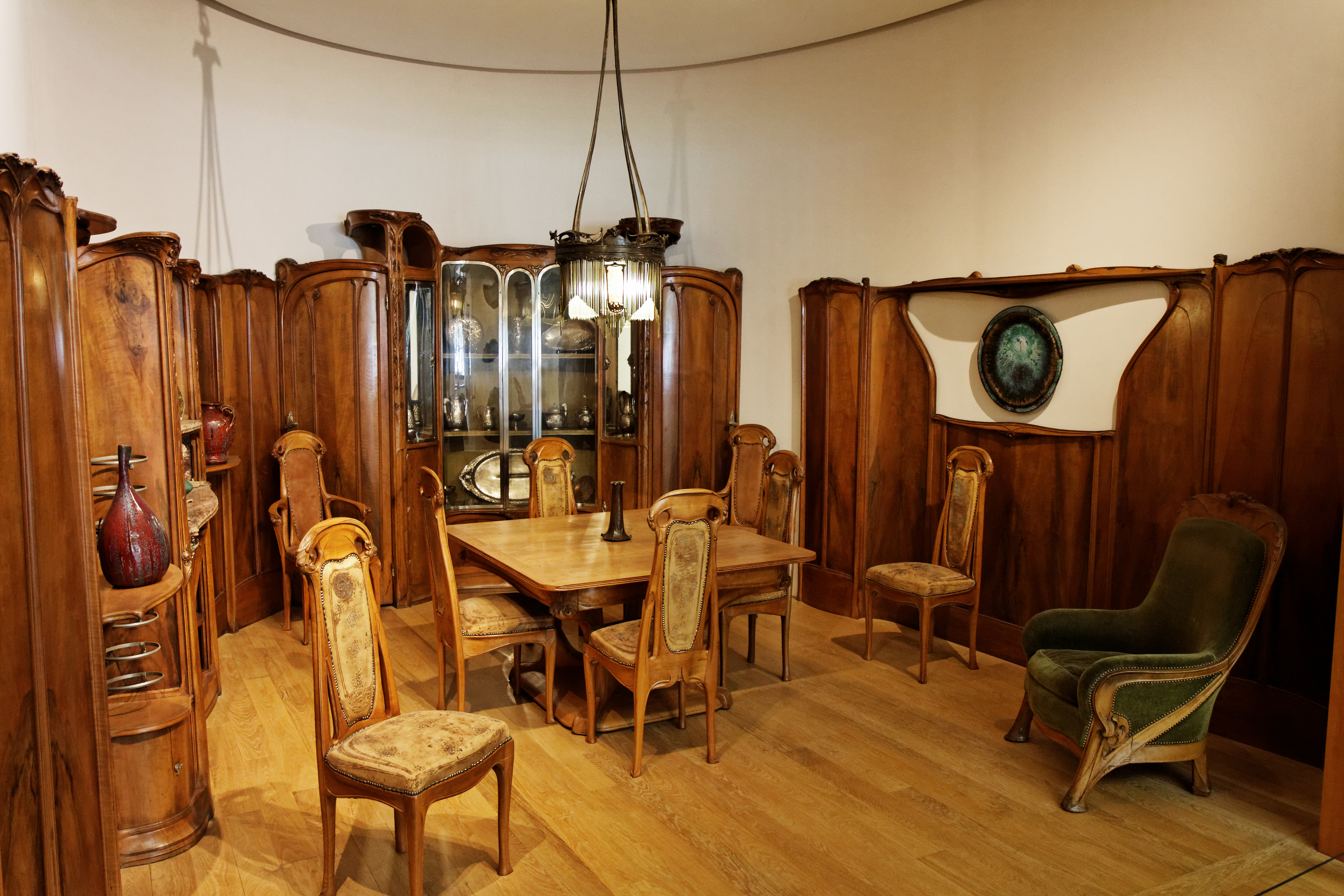
Salle à manger de l'hôtel Guimard (1910), reconstituée au Petit Palais.

Tout aussi relatif est le résultat de ses tentatives de partenariat avec l’industrie d’art. Le plus célèbre est celui qu’il noue au cours des années 1900 avec la fonderie d'art du Val d'Osne, située aux environs de Saint-Dizier, et qui aboutit vers 1910 à la publication d’un catalogue d’éléments en fonte applicables à l’architecture : les Fontes Artistiques. Style Guimard. Il dessine aussi, à partir de 1910, des modèles de lustres — les lustres Lumière — exécutés par la maison Langlois. La guerre vient ruiner un projet similaire concernant cette fois du mobilier, entrepris avec la maison Olivier & Desbordes.
La quarantaine passée, Guimard épouse en 1909 l'artiste peintre américaine Adeline Oppenheim, fille d’un riche banquier de New York, qui a la vertu d’apporter à l’architecte une certaine aisance financière. Cette union donne lieu à l’édification de l’hôtel Guimard de l’avenue Mozart, cadeau de noce à son épouse en quelque sorte, qui permet à l’architecte de concevoir, du gros œuvre jusqu’au service de table, un des espaces les plus aboutis du style Guimard. Véritable « architecture-manifeste », il s’agit bien — et l’hôtel Mezzara, au même moment, donne un exemple comparable — non pas d’une simple survivance, mais bien d’une apothéose artistique, là encore largement après 1900.

### L'oubli

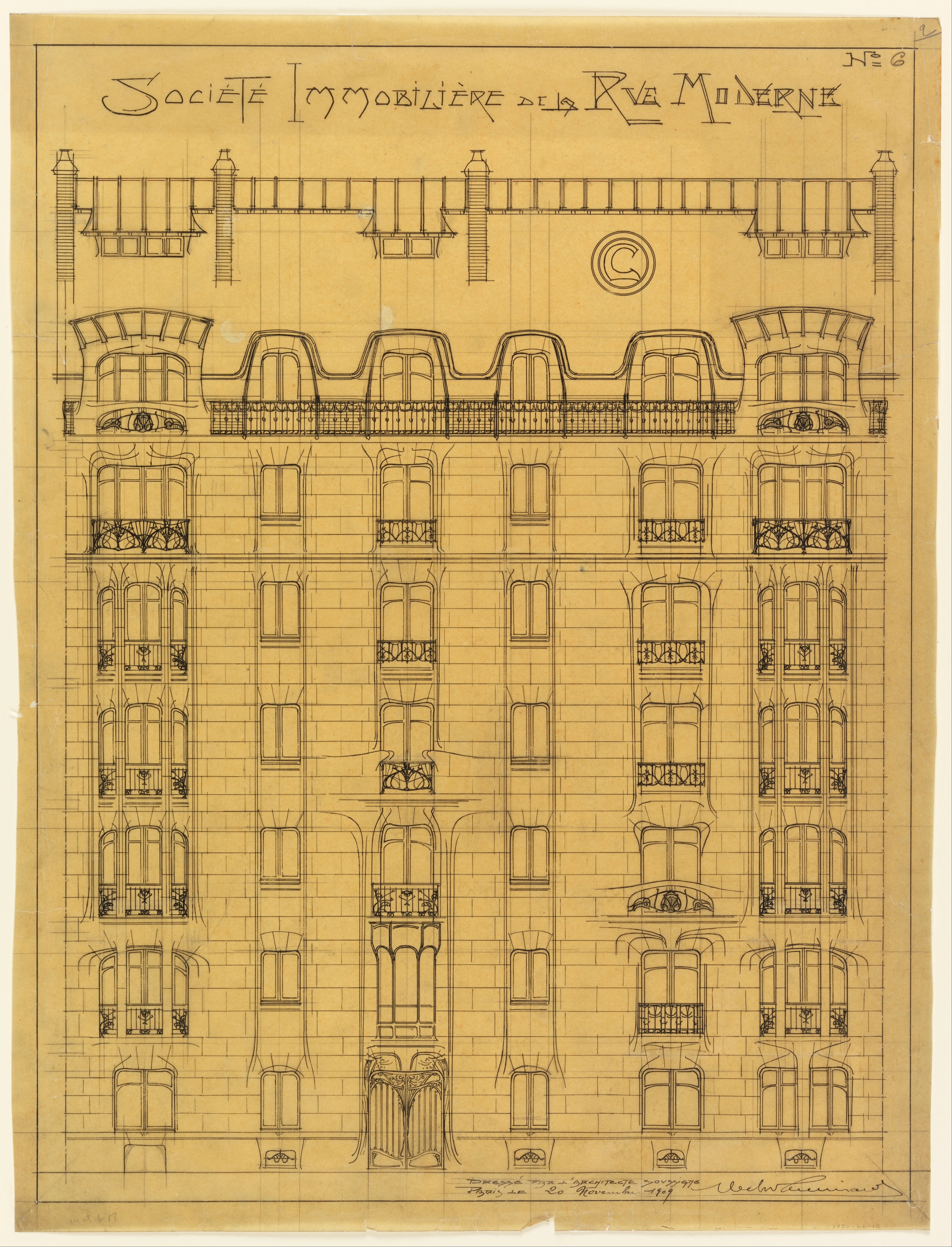
Projet immobilier de la rue Moderne (1910).

Malgré ce feu d’artifice d’innovations et de démonstrations tous azimuts, le monde se détourne progressivement, après 1900, de Guimard : moins que l’œuvre, c’est l’homme qui agace. Et en digne représentant de l’Art nouveau, il est lui-même victime des contradictions inhérentes aux idéaux du mouvement : ses créations les plus achevées sont financièrement inaccessibles au plus grand nombre et, à l’inverse, ses tentatives de standardisation cadrent mal avec son vocabulaire très personnel.
La Première Guerre mondiale, qui fait échouer certains de ses projets professionnels et stoppe son activité d’architecte, le fait s’exiler loin de Paris, à Pau et à Candes-Saint-Martin, notamment. Guimard se fait alors l’auteur de plusieurs pamphlets, par lesquels il milite en faveur d'une paix universelle et définitive, préfigurant en quelque sorte la Société des Nations.
L'après-guerre le voit se convertir sans grande conviction au style Art déco, malgré une qualité de conception et un soin apporté aux détails qui ne se démentent pas (mairie du village français à l’Exposition des arts décoratifs de 1925, immeuble Guimard de la rue Henri-Heine en 1926, etc.), et sans pour autant renoncer complètement aux sinuosités du style Guimard. Il se livre également à la mise au point de petits modules d'habitation en préfabriqué, dont le projet n'aboutira pas : le petit hôtel particulier en béton du square Jasmin, de 1922, en est le seul témoin construit.
Si ses pairs ont toujours su lui manifester leur estime, en tant que pionnier du mouvement moderne notamment, Guimard n'a jamais pu connaître de son vivant le succès populaire qu'il aurait sans doute apprécié : c’est finalement complètement oublié du grand public qu’il s’éteint le 20 mai 1942 à New York, où la crainte de la guerre — sa femme Adeline est d'origine juive américaine — l’avait fait s’exiler.

### La redécouverte

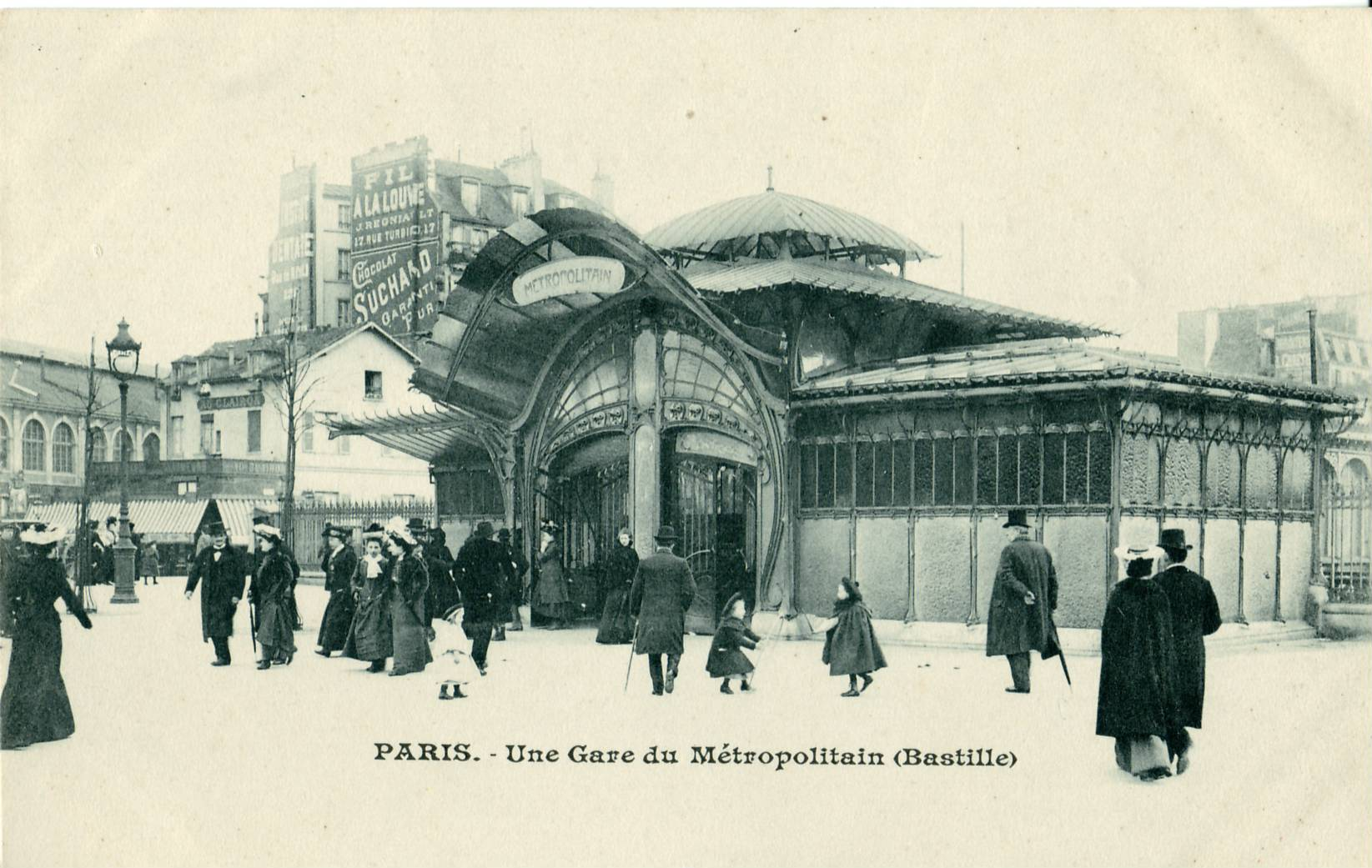
Pavillon de la station Bastille (1900).

Au lendemain de la Seconde Guerre mondiale, Adeline Guimard revient une dernière fois en France pour régler les affaires de son mari et proposer aux autorités concernées de transformer l’hôtel de l’avenue Mozart en musée Guimard. Essuyant un refus poli, elle se contente alors d’offrir à quelques musées parisiens et lyonnais les plus belles pièces de mobilier alors en sa possession, et rapatrie ce qu’elle peut aux États-Unis.

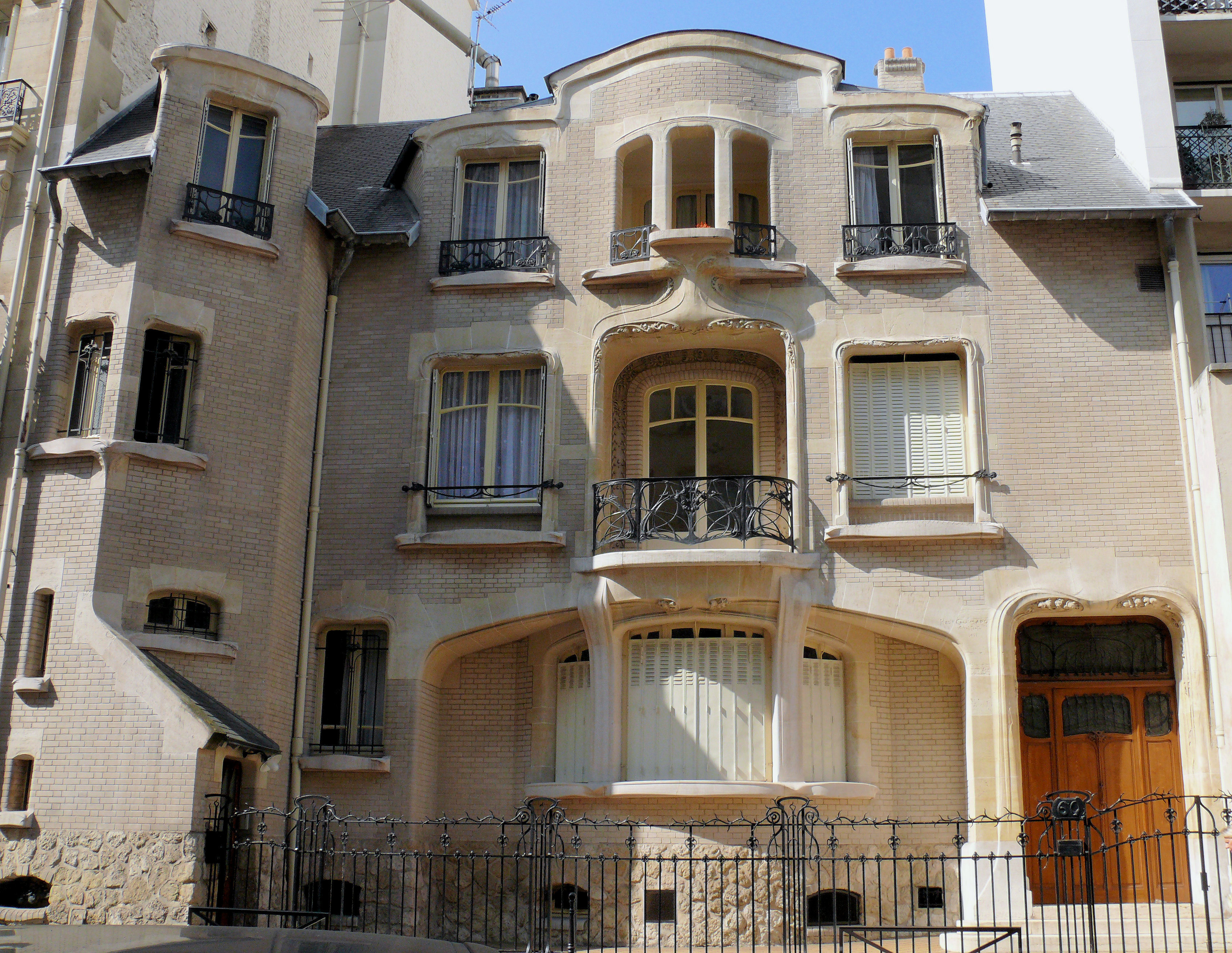
Hôtel Mezzara (1910).

La promotion immobilière qui caractérise l’époque des Trente Glorieuses s’avère catastrophique pour le patrimoine guimardien, près de la moitié de son héritage bâti disparaissant au total : villa La Surprise en 1944, hôtel Nozal en 1957, hôtel Roy vers 1960, ateliers Guimard vers 1960, pavillon de la station Bastille en 1962, Castel Henriette en 1969, etc.
Ces destructions motivent l’urgence d’une redécouverte rapide : des explorateurs isolés (les premiers « hectorologues » que sont Roger-Henri Guerrand, Ralph Culpepper, Alain Blondel et Yves Plantin, etc.) partent à la redécouverte de l’artiste et de son univers vers les années 1960-1970 et reconstituent patiemment son histoire.
Si l’essentiel a été fait de ce point de vue, il reste que, plus de cent ans après le « geste magnifique » de l’Art nouveau (Le Corbusier), la plupart des édifices d’Hector Guimard demeurent inaccessibles au public, et qu’aucun musée Guimard n’a encore été inauguré en France.
La Ville de Paris a décidé de consacrer l'année 2024 à Hector Guimard avec l'organisation de conférences et d'expositions en son honneur pendant toute l'année.

## Caractéristiques de l’œuvre

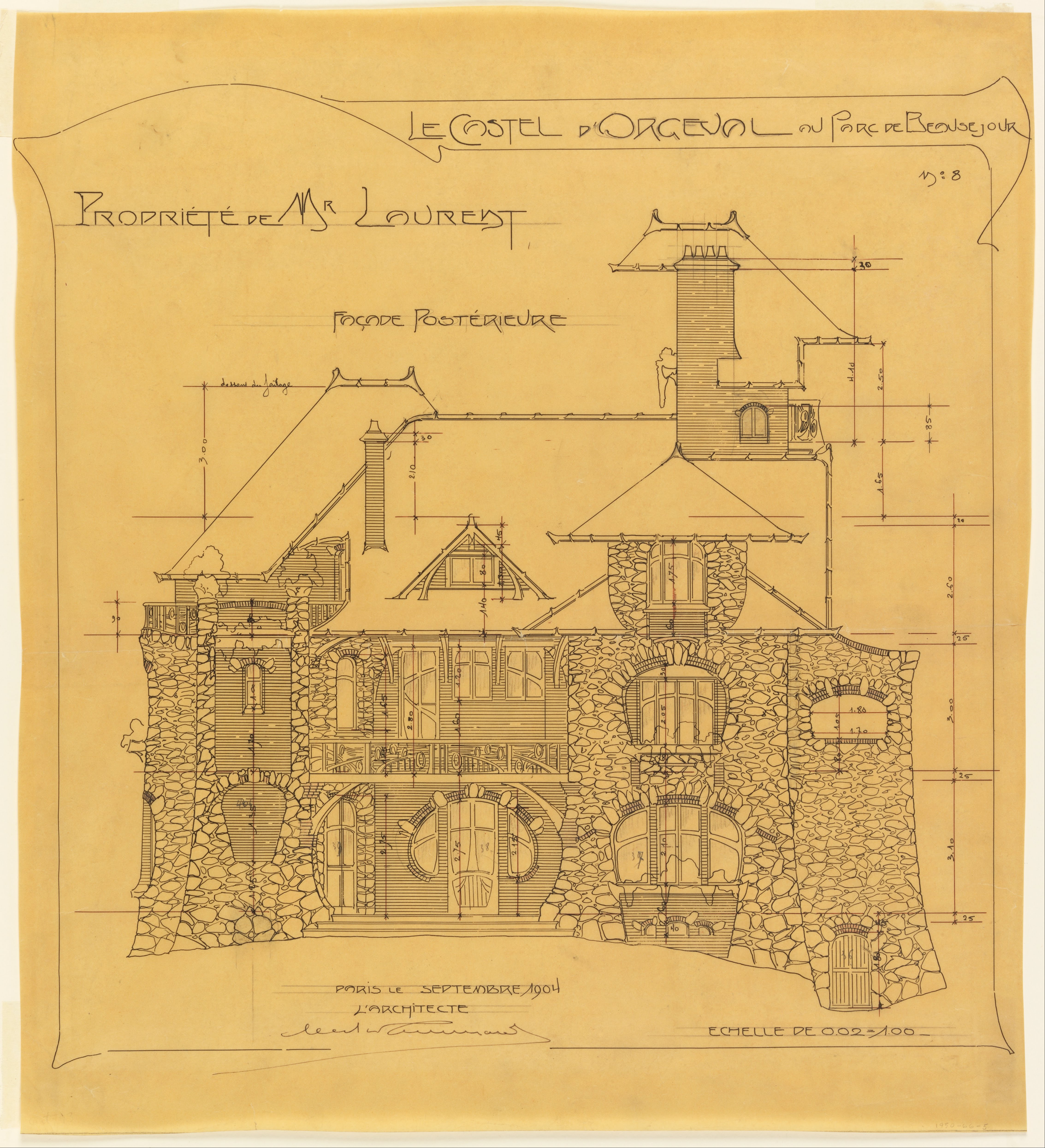
Castel d'Orgeval (1905).

La recherche d’une harmonie et d’une continuité stylistiques parfaites dans ses réalisations — un idéal majeur de l’Art nouveau — poussent l’architecte à une conception quasi totalitaire du décor intérieur, ceci dès le Castel Béranger (1898). Ce principe culmine en 1909 avec l’hôtel Guimard — où des pièces ovoïdes imposent au premier étage des meubles uniques, partie intégrante de l’édifice — mais s'amoindrit considérablement après la guerre.
Si le puits de lumière propre à Victor Horta est une donnée plutôt absente de son œuvre (sauf dans l’exemple tardif de l’hôtel Mezzara, de 1910), Guimard n’en mène pas moins des expériences spatiales étonnantes, dans la volumétrie de ses constructions notamment : la maison Coilliot et sa curieuse double-façade (1899), la villa La Bluette (1899) et son dessin mouvementé, et surtout le Castel Henriette (1899) et le Castel d'Orgeval (1905), manifestations radicales d’un « plan-libre » vigoureux et asymétrique, vingt-cinq ans avant les théories de Le Corbusier. La symétrie n’est cependant pas proscrite : l'hôtel Nozal reprend en 1905 la disposition rationnelle d’un plan en équerre proposé par Eugène Viollet-le-Duc.
Les innovations structurelles ne manquent pas non plus, comme dans la salle de concerts Humbert-de-Romans (1901), où une charpente complexe fractionne les ondes sonores pour aboutir à une acoustique parfaite ; ou comme dans l’hôtel Guimard (1909), où l’étroitesse de la parcelle permet à l’architecte de rejeter toute fonction porteuse sur les murs extérieurs et de libérer ainsi l’agencement des espaces intérieurs, différent d’un étage à l’autre, etc..

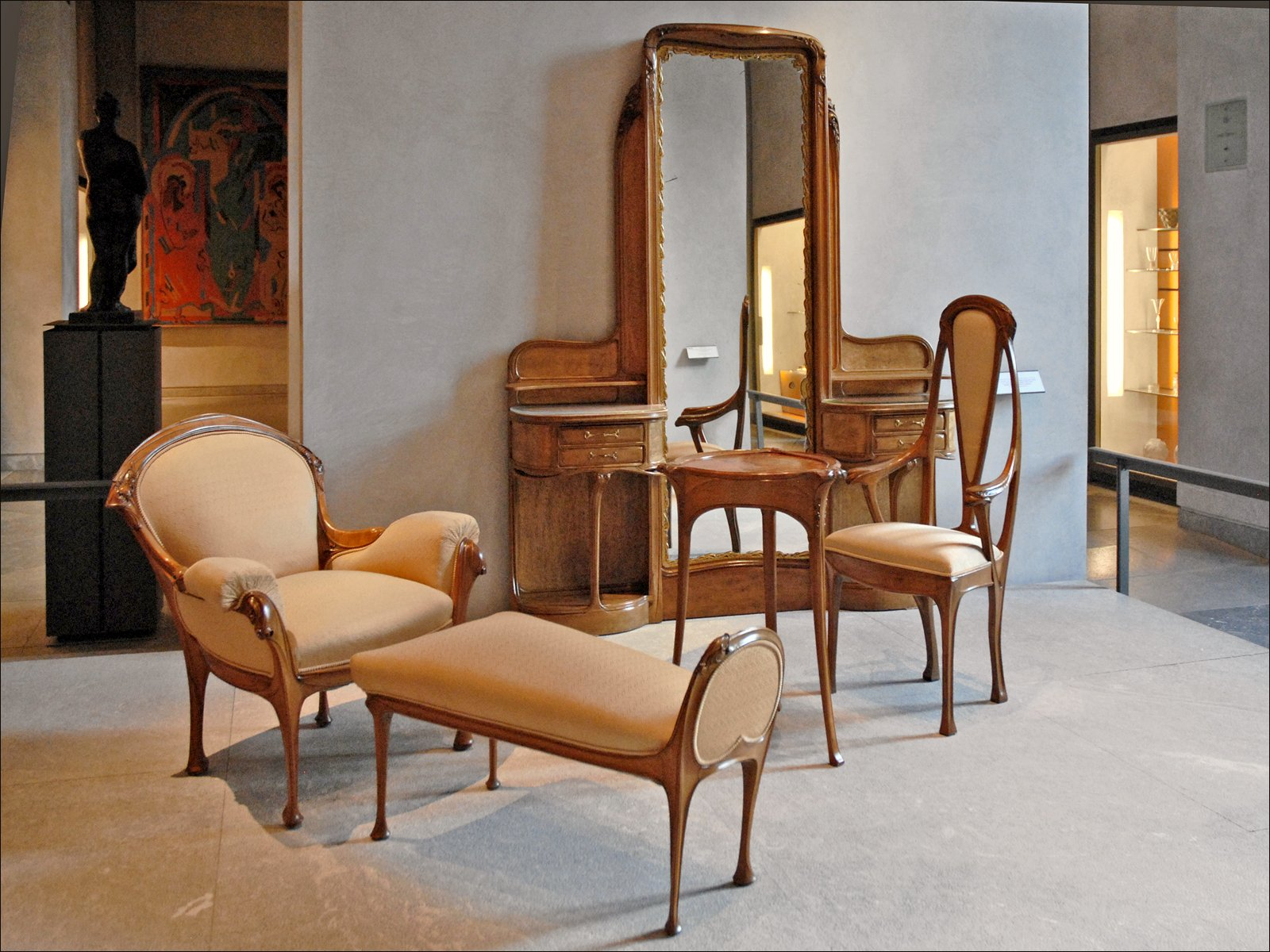
Chambre à coucher de l'hôtel Guimard (1910).

Génial touche-à-tout, Guimard est aussi un précurseur de la standardisation industrielle, dans la mesure où il souhaite diffuser le nouvel art à grande échelle. Sur ce plan il connaît une véritable réussite — malgré les réactions — avec ses célèbres entourages du métro parisien, constructions modulables où triomphe le principe de l’ornement structurel de Viollet-le-Duc. L’idée est reprise — mais avec moins de succès — vers 1910 avec la publication du catalogue Fontes Artistiques, Style Guimard.

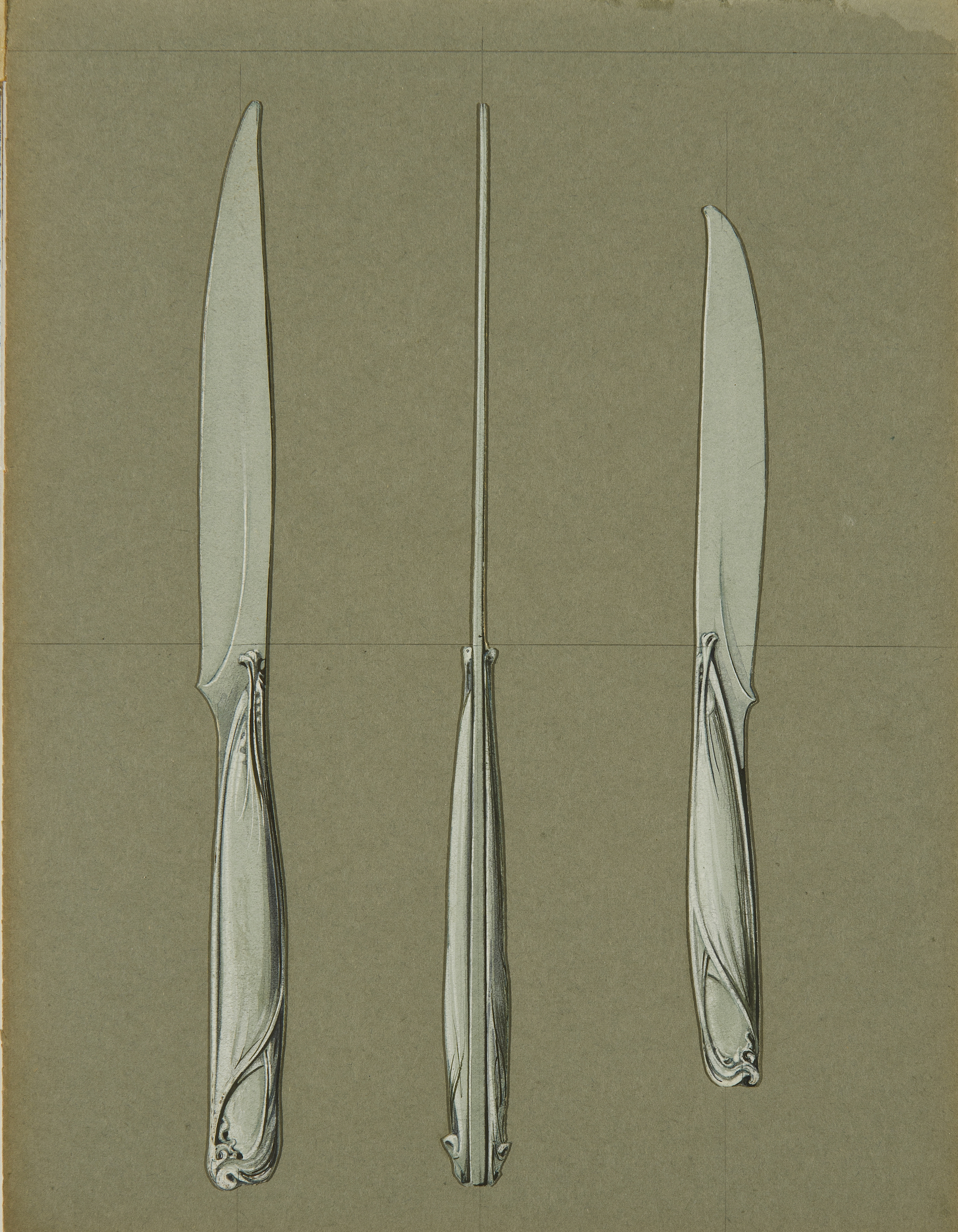
Modèle pour un couteau (vers 1910).

À l’instar du cadre architectural global de ses édifices, la conception intrinsèque de ses objets d’art procède du même idéal de continuité formelle, tant par la masse (comme dans le vase des Binelles, produit par la Manufacture nationale de Sèvres vers 1903, où les différentes parties de l’objet fusionnent en un tout unique) que par la ligne (comme dans le dessin de ses meubles, à la silhouette gracile et harmonieuse).
Son vocabulaire ornemental inimitable procède d’un organicisme végétal particulièrement suggestif, tout en restant résolument sur le versant de l’abstraction. Moulures et remous nerveux investissent ainsi tant la pierre que le bois ; dans l’aplat, Guimard crée avec virtuosité de véritables compositions abstraites qui s’adaptent avec la même aisance au papier peint (Castel Béranger, 1898), au panneau de céramique (maison Coilliot, 1898), à la ferronnerie (Modern Castel, 1899), au tissu (hôtel Guimard, 1909) ou au vitrail (hôtel Mezzara, 1910).

## Chronologie

### Vie
- 1867 : naissance d'Hector Guimard à Lyon
- 1882 : inscription à l’École des arts décoratifs de Paris ; enseignement de Charles Genuys
- 1885 : inscription à l’École des beaux-arts de Paris ; atelier de Gustave Raulin
- 1891 : Guimard devient professeur à l'École des arts décoratifs ; il y enseigne jusqu'en 1900
- 1894 : rencontre avec Paul Hankar
- 1895 : rencontre avec Victor Horta et découverte de l'hôtel Tassel
- 1898 : la librairie Rouam édite l’album consacré au Castel Béranger : L’Art dans l’habitation moderne
- 1899 : le Castel Béranger est primé au Concours de façade de la Ville de Paris
- 1903 : à l'occasion de l’Exposition de l’Habitation, au Grand Palais, Guimard lance le style Guimard
- 1909 : Guimard épouse l'artiste peintre d'origine américaine, Adeline Oppenheim, fille d'un banquier juif de New York
- 1922 : Guimard fonde, sous la présidence de Frantz Jourdain, la Société des architectes modernes
- 1938 : redoutant l'imminence d'une guerre, Guimard et son épouse s'installent à New York
- 1942 : Guimard meurt à New York ; il a 75 ans

### Réalisations
- 1888 :
  - Café-concert « Au grand Neptune », quai Louis-Blériot, Paris, (détruit vers 1910)

- 1889 :

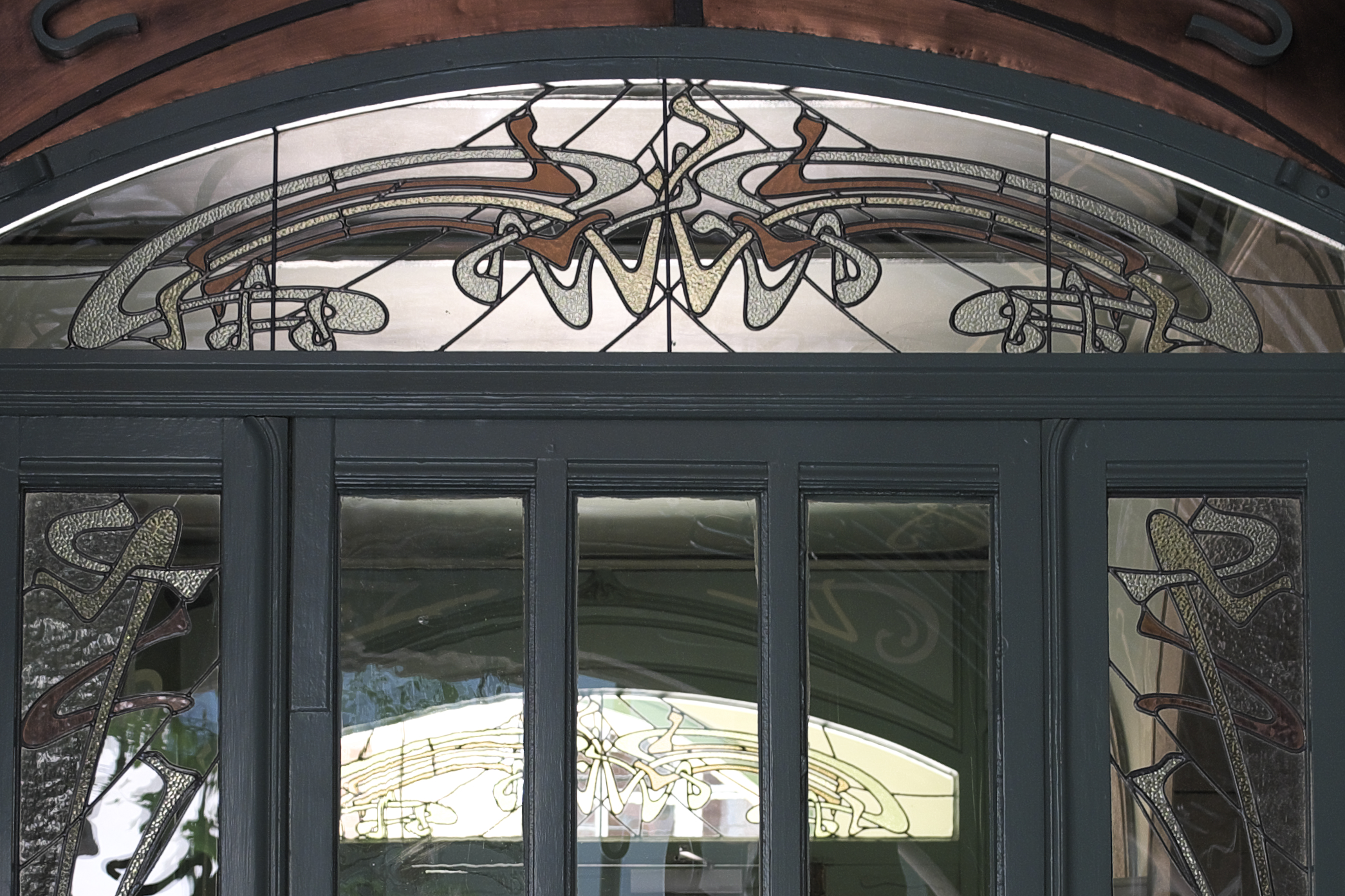
Castel Béranger (1898).

  - Pavillon de l'électricité, exposition universelle, Paris (détruit)
  - Maison de rapport Lécolle, 122, avenue des Batignolles (auj. avenue Gabriel-Péri), Saint-Ouen, Seine-Saint-Denis
- 1891 :
  - Hôtel Roszé, 34, rue Boileau, Paris[15]
  - Pavillons Hannequin, 145, avenue de Versailles, Paris (détruits en 1926)
- 1892 :
  - Maisons jumelles Lécolle, Villa Toucy, 142, rue du Vieux-Pont-de-Sèvres, Boulogne-Billancourt, Hauts-de-Seine (détruites en 1920)[16]
  - Pavillon de chasse Rose, 14 et 14ter, rue des Tilleuls, Limeil-Brévannes, Val-de-Marne (détruit vers 1960)
  - Sépulture Victor Rose, cimetière des Batignolles, Paris

- 1893 :

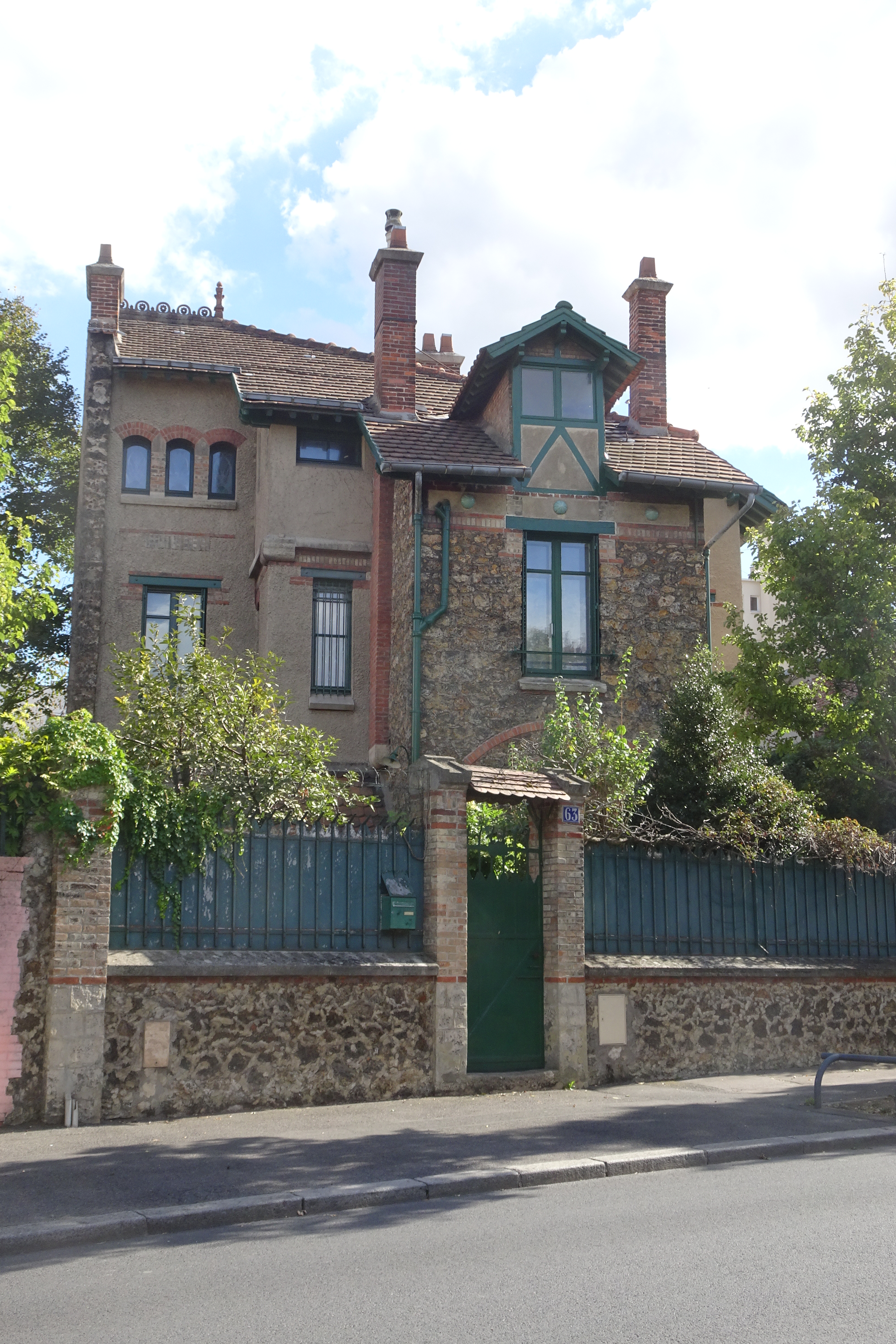
Villa Jassédé (1893).

  - Hôtel Jassedé, 41, rue du Point-du-Jour (auj. rue Chardon-Lagache), Paris (inscription par arrêté du 28 avril 1980 des façades et toitures du bâtiment principal et du bâtiment annexe ainsi que le portail d’entrée et le mur de clôture)[15]
  - Villa Jassedé, 63, route de Clamart (auj. avenue du Général-de-Gaulle), Issy-les-Moulineaux, Hauts-de-Seine[15],[17]
- 1894 :
  - Hôtel Delfau, 1bis-1ter, rue Molitor, Paris (modifié vers 1907)[15]
  - Chapelle Devos-Logie et Mirand-Devos, cimetière des Gonards, Versailles, Yvelines

- 1895 :

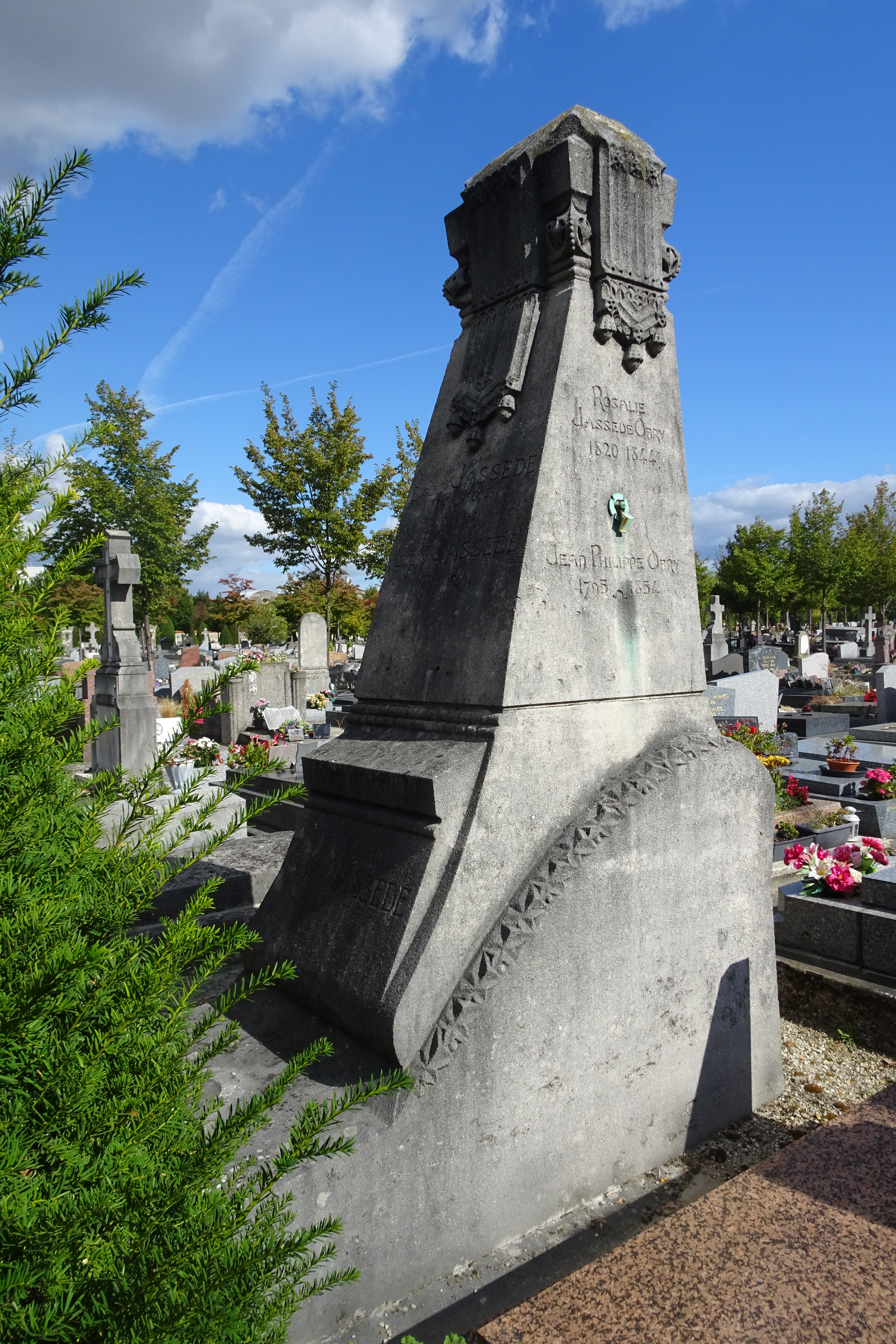
Sépulture Obry Jassédé (1895).

- - Atelier Carpeaux, 39, boulevard Exelmans, Paris[15]
  - École du Sacré-Cœur, 11, avenue de La Frillière, Paris ; la façade principale sur rue, la toiture, le plafond de l'ancien préau, la rampe en fer et fonte de l'ancien escalier intérieur sont inscrits par arrêté du 29 décembre 1983[15],[18]
  - Sépulture Rouchdy Bey Pacha, cimetière des Gonards, Versailles, Yvelines
  - Sépulture Obry-Jassedé, cimetière d'Issy-les-Moulineaux, Hauts-de-Seine
  - Sépulture Giron, Mirel et Gaillard, cimetière du Montparnasse, Paris
- 1895-1898 :
  - Castel Béranger, 14, rue Jean-de-La-Fontaine, Paris (classé comme monument historique par décret du 31 juillet 1992)[15],[19]

- 1896 :

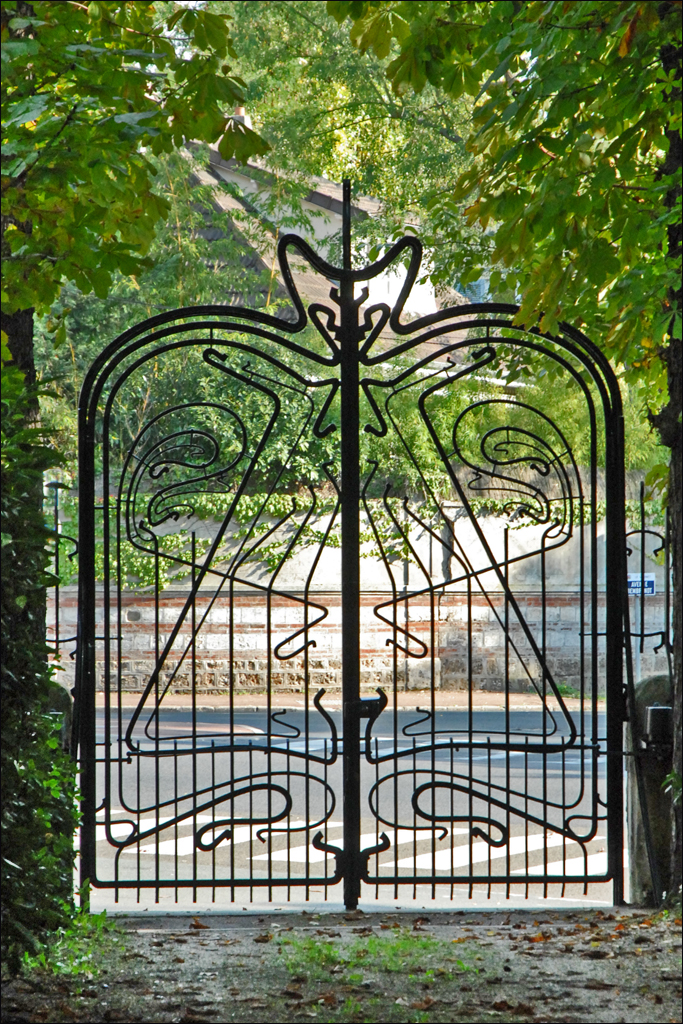
Villa Berthe (1896).

  - Villa Berthe ou villa La Hublotière, 72, route de Montesson, Le Vésinet, Yvelines ; les façades et toitures, y compris les ferronneries du perron et de la clôture, l'escalier intérieur avec sa rampe en bois, les plafonds décorés de deux des pièces du premier étage sont inscrits par arrêté du 11 décembre 1979[15],[20],[21]
  - Armurerie Coutolleau, 6, boulevard de Saumur (auj. boulevard du Maréchal-Foch), Angers, Maine-et-Loire (détruite vers 1929. La porte d'entrée, réapparue en 1989 à Drouot a été acquise par le musée d'Orsay)[22]
  - Théâtre de la Bodinière et salon de thé Melrose, 18, rue Saint-Lazare, Paris (détruits vers 1910)
- 1897 :
  - Villa Lantillon, 72, route de Vaujours, Sevran, Seine-Saint-Denis (détruite)
  - Porche d’une habitation, Exposition de la Céramique et des Arts du Feu, Paris (détruit)
- 1897-1898 :
  - Propriété Roy (décoration intérieure) Les Gévrils, Dammarie-sur-Loing, Loiret (démontée)
  - Sépulture Nelly Chaumier, cimetière de Bléré, Indre-et-Loire
- 1898 :
  - Maison Coilliot, 14, rue Fleurus, Lille (classement comme monument historique par arrêté du 16 mars 1977 de la maison et du décor intérieur)[15],[23]
  - Hôtel Roy, 81, boulevard Suchet, Paris (détruits vers 1960)
  - Villas Roucher, 9 et 9bis, impasse Racine, hameau Boileau, Paris (transformées)
- 1898-1901 :
  - Salle Humbert-de-Romans, 60, rue Saint-Didier, Paris (détruite entre 1904 et 1905)

- 1899 :

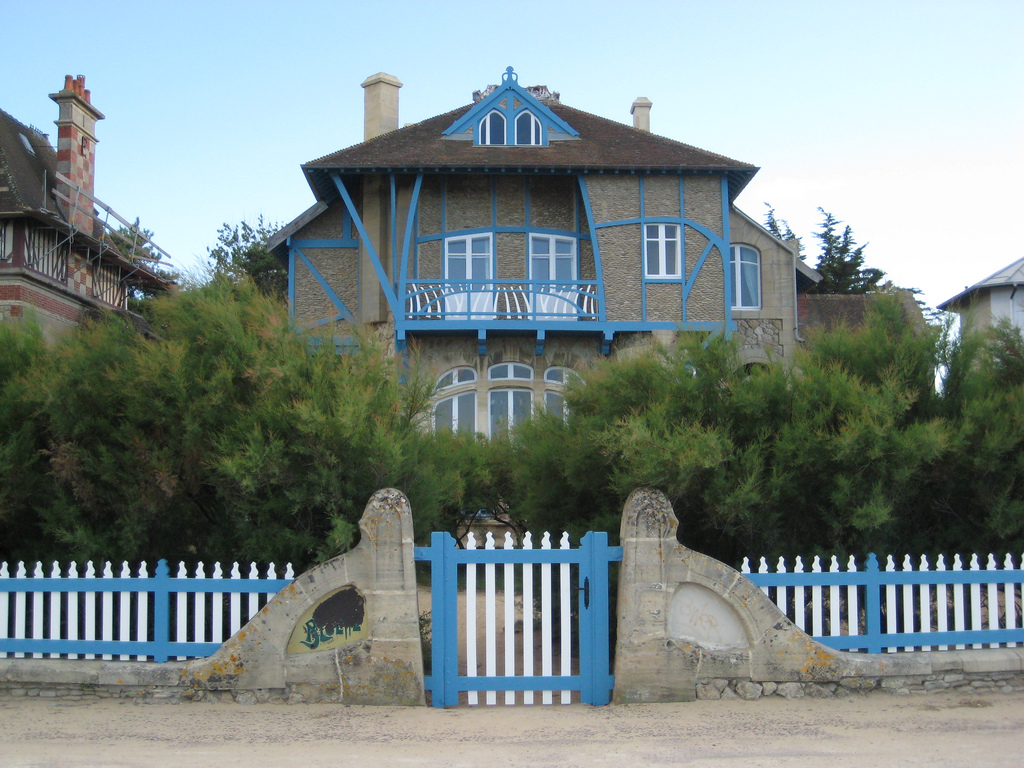
Villa La Bluette (1899).

  - Villa La Bluette, 272, rue du Pré-de-l’Isle, Hermanville-sur-Mer, Calvados (classement comme monument historique par arrêté du 15 décembre 2005 de la totalité de la maison, des clôtures et portails et du sol de la parcelle. Inscription par arrêté du 15 décembre 2005 de la totalité de la remise-garage)[15],[24]
  - Villa La Sapinière, 567, rue du Pré-de-l’Isle et 160, rue des Ombrages, à Hermanville-sur-Mer[15] ; seul exemple connu d'ouvrage collectif construit pour la villégiature par l'architecte ; les façades et les toitures, ainsi que l'assiette des sols de la parcelle sont inscrites depuis 2015[25]
  - Modern Castel dit également Villa Canivet, 18, avenue du parc de Beauveau-Craon (auj. avenue Alphonse-de-Neuville), Garches, Hauts-de-Seine (défigurée vers 1935 et en 2008)[26]
  - Sépulture de la famille Caillat[27], cimetière du Père-Lachaise, ParisSépulture de la famille Caillat
- 1899-1903:

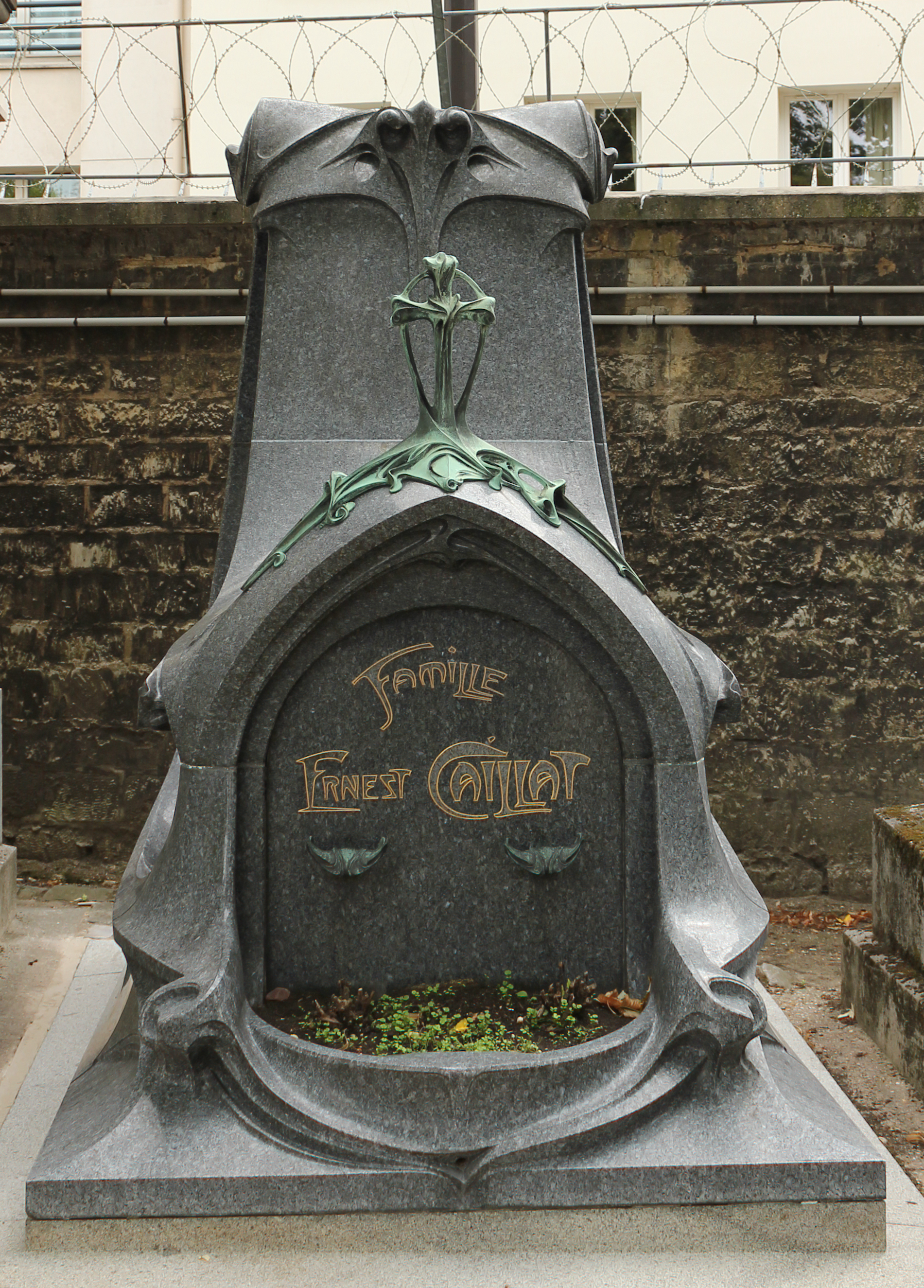
Sépulture de la famille Caillat

  - Castel Henriette, 46, rue des Binelles, Sèvres, Hauts-de-Seine (détruit en 1969)[28]
- 1900 :
  - Pavillon et magasin Déjardin, 10-12, impasse Boileau, Paris (détruits vers 1925)
- 1900-1913 :
  - Édicules et gares du métropolitain de Paris, Paris (inscription comme monument historique par arrêté du 29 mai 1978)[15]

- 1901 :

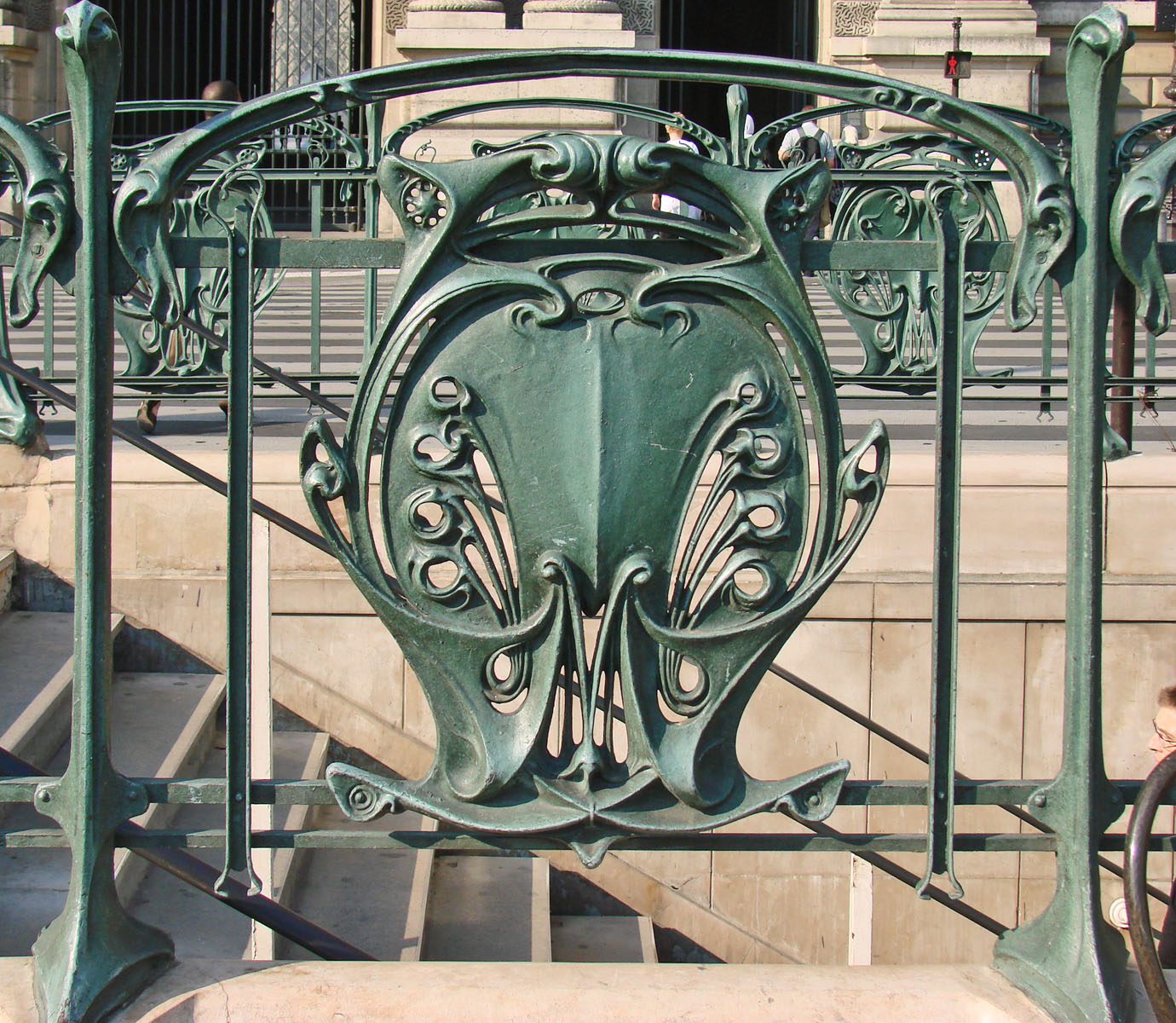
Entourage de la station Palais-Royal (1900).

  - Castel Éclipse, 1-3, rue de l’Assemblée-Nationale. Versailles, Yvelines (construit ?)
  - Entrepôts Nozal, 132, avenue de Paris (auj. avenue du Président-Wilson), La Plaine Saint-Denis, Seine-Saint-Denis (détruits vers 1965)
- 1902-1906 :
  - Hôtel Nozal, 52, rue du Ranelagh, Paris (détruit en 1957)
  - Ateliers Guimard, 12, avenue Perrichont-prolongée, Paris (détruit vers 1960)
  - Monument commémoratif Paul Nozal, Le Tâtre, Charente
- 1903 :
  - Castel Val, 4, rue des Meulières, Chaponval, Auvers-sur-Oise, Val-d’Oise ; la villa, ainsi que le jardin correspondant avec tous les éléments bâtis qu'il contient, le mur longeant la rue, en totalité sont inscrits par arrêté du 13 décembre 2006 [15],[29],[30]
  - Pavillon « Le Style Guimard », exposition de l'Habitation, Grand Palais, Paris (détruit)
  - Villa La Surprise, 13, avenue des Dunes (auj. avenue du Maréchal-Foch), Cabourg, Calvados (détruite en 1944)
- 1904 :
  - Castel d'Orgeval, 2, avenue de la Mare-Tambour, Villemoisson-sur-Orge, Essonne ; les façades et toiture sont inscrits par arrêté du 15 janvier 1975[15],[31]
  - Immeuble Jassedé, 142, avenue de Versailles et 1, rue Lancret, Paris (inscription par arrêté du 11 juillet 1984, des façades et toitures ainsi que les deux cages d’escalier et les entrées de l’immeuble)[15],[32]
- 1905 :
  - Hôtel Deron-Levent, 8, grande Avenue de la Villa-de-la-Réunion, Paris[15]
- 1906 :
  - Villa Rose d'Avril, avenue de la Pépinière, Morsang-sur-Orge, Essonne (détruite)
  - Villa Clair de Lune, 18, avenue du Muguet, Morsang-sur-Orge, Essonne (transformée)
  - Maison Art Nouveau, 10 quai Barentin, Orléans ; les plans ont peut-être été conçus par Guimard ; la façade sur rue, le toit en terrasse, le vestibule d'entrée, la cage et son escalier à balustres en bois sont inscrits[33]

- 1907 :

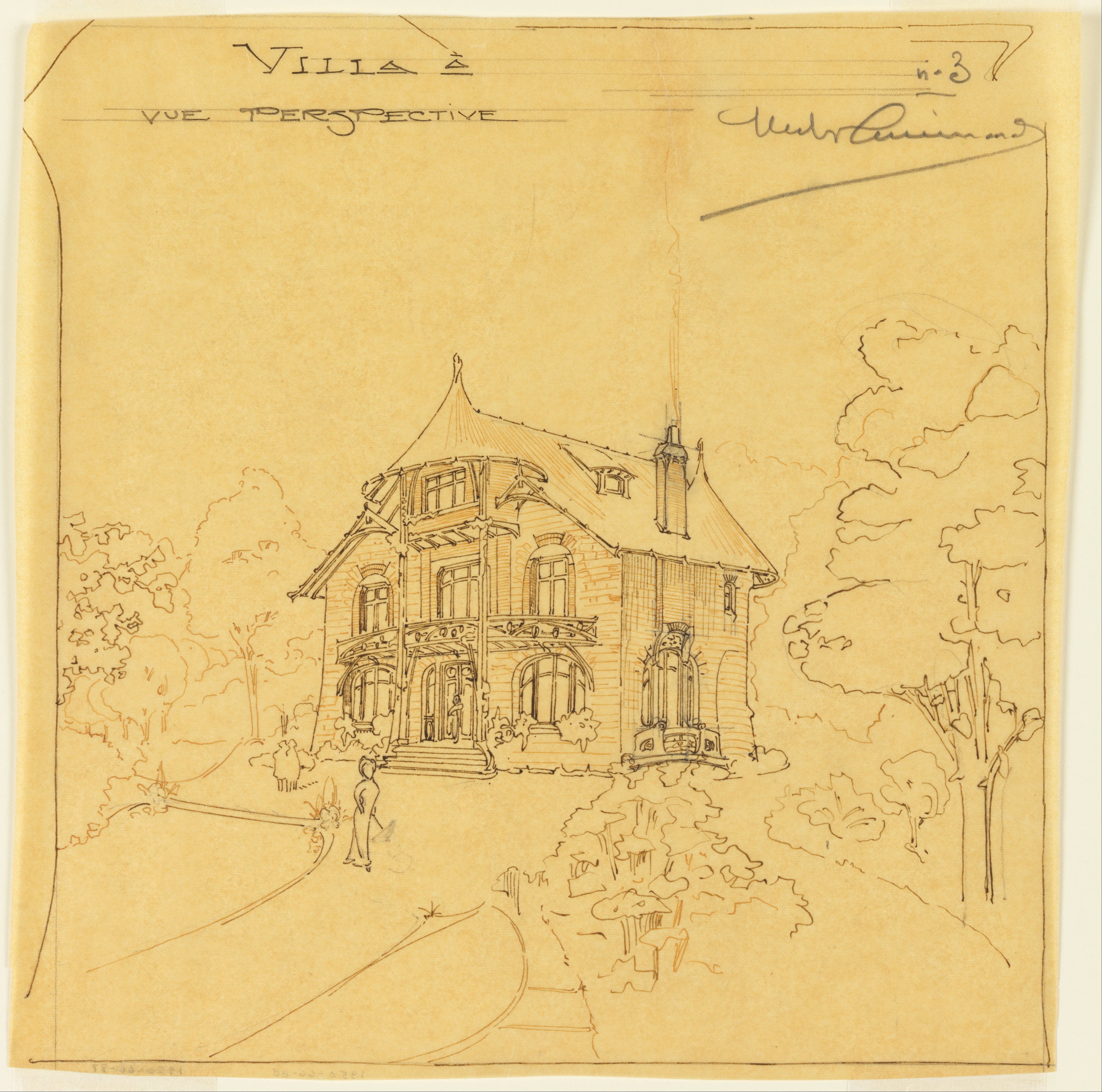
Projet de villa (1905).

  - Magasin Huin, Montrouge, Hauts-de-Seine (détruit ?)
  - Chapelle Grundwaldt, cimetière de Neuilly-sur-Seine, Hauts-de-Seine
- 1909 :
  - Chalet Blanc, 2, rue du Lycée, Sceaux ; les façades et toitures sont inscrites par arrêté du 15 janvier 1975[15],[34],[35]
  - Immeuble Trémois, 11, rue François-Millet, Paris[15]
  - Villa, 16, rue Jean-Doyen, Eaubonne, Val-d'Oise[15]
- 1909-1912 :
  - Hôtel Guimard, 122, avenue Mozart, Paris ; l'hôtel, à l'exception des parties classées, est inscrit par arrêté du 4 décembre 1964 ; les façades et toitures, le vestibule d'entrée, y compris son escalier avec la rampe sont classés par arrêté du 17 juillet 1997[15],[36]
  - Ensemble immobilier Guimard, 17-19-21, rue Jean-de-La-Fontaine, 8-10, rue Agar et 43, rue Gros, Paris ; les façades et les toitures sont inscrites par arrêté du 15 janvier 1975 ; les décors intérieurs de la boutique dite « Café Antoine » située à droite de l'entrée de l'immeuble sont inscrits par arrêté du 16 juin 2006[15],[37]
- 1910 :
  - Hôtel Mezzara, 60, rue Jean-de-La-Fontaine, Paris (inscription comme monument historique par arrêté du 15 septembre 1994)[15],[38]
- 1912 :
  - Sépulture Deron-Levent, cimetière d’Auteuil, Paris
- 1913 :
  - Synagogue de la rue Pavée, 10, rue Pavée, Paris ; la synagogue, y compris tous les éléments liturgiques immeubles par nature, sont inscrits par arrêté du 4 juillet 1989[15],[39]
  - Château de Chavaudon, Marcilly-le-Hayer ; le château en totalité, les façades et toitures des communs (l'ancienne écurie-garage, le lavoir, le chenil et la maison du gardien), le portail d'entrée et sa grille, ainsi que le parc sont inscrits[40]
  - Villa Hemsy, 3, rue Crillon, Saint-Cloud, Hauts-de-Seine (transformée)[15],[41]

- 1914 :

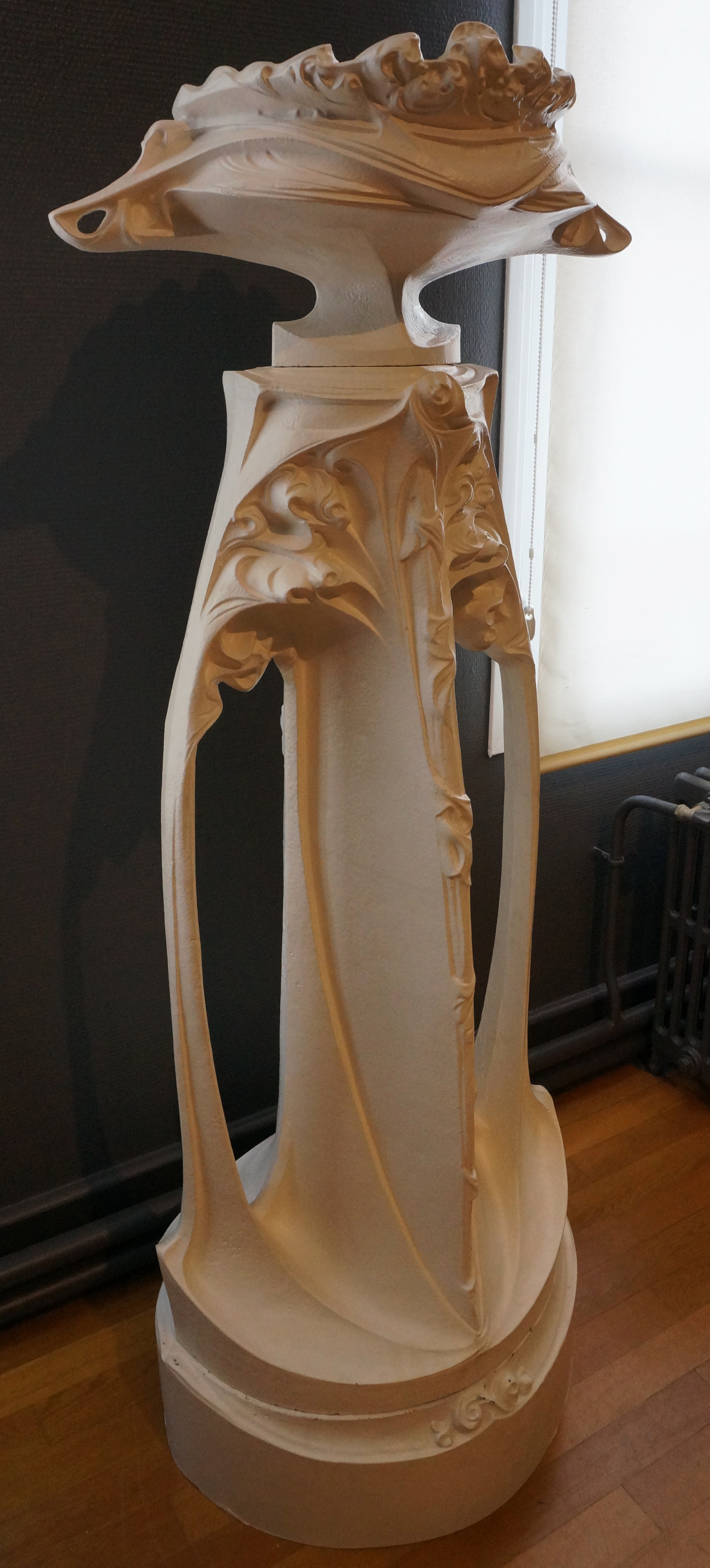
Vase GA et piétement GH (1909).

  - Hôtel Nicolle-de-Montjoye, 7, rue Pierre-Ducreux (auj. rue René-Bazin), Paris (détruit)
- 1914-1919 :
  - Immeuble de bureaux, 10, rue de Bretagne, Paris[15]
- 1920 :
  - Surélévation de l’hôtel Barthélémy, 53, rue du Ranelagh, Paris (détruit)
  - Monument commémoratif, Lycée Michelet, Vanves, Hauts-de-Seine
- 1921 :
  - Monument commémoratif, Montiers-sur-Saulx, Meuse (détruit en 1974)
- 1922 :
  - Garage Bastien, 34, rue Robert-Turquan, Paris (détruit)
  - Hôtel particulier, 3, square Jasmin, Paris[15]
  - Sépulture Albert Adès, cimetière du Montparnasse, Paris
  - Chapelle funéraire dite sépulture Grunvaldt, nouveau cimetière de Neuilly, 1re division droite, Puteaux[42]
- 1924 :
  - Villa Flore, 120, avenue Mozart, Paris[15]
- 1925 :
  - Mairie du village français, Exposition des Arts décoratifs, Paris (détruite)
  - Tombe au cimetière du village français. Exposition internationale des arts décoratifs et industriels modernes, Paris (détruite)
- 1926 :
  - Immeuble Guimard, 18, rue Henri-Heine, Paris[15]
  - Immeuble Houyvet, 2, villa Flore, Paris
- 1927-1928 :
  - Immeuble de rapport, 36-38, rue Greuze, Paris[15]
- 1930 :
  - Villa La Guimardière, rue Le Nôtre, Vaucresson, Hauts-de-Seine (détruite)[43]

## Galerie

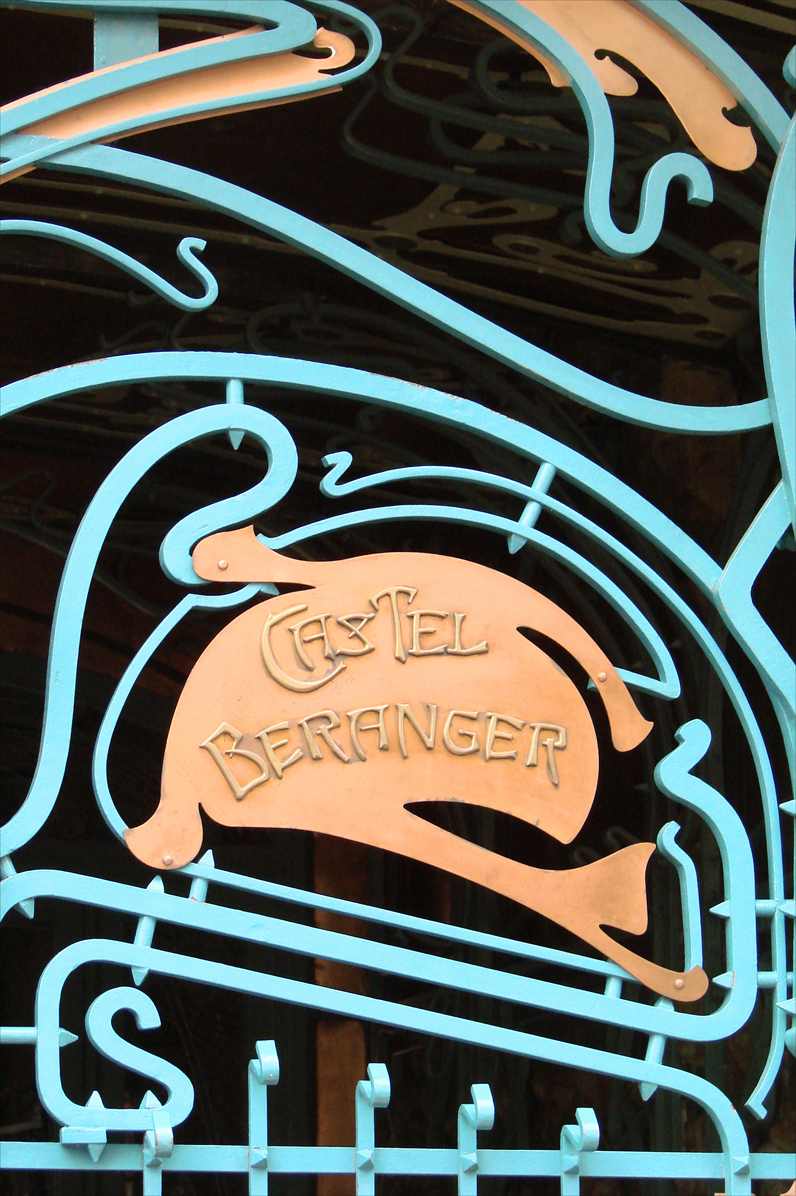
Castel Béranger (1898).
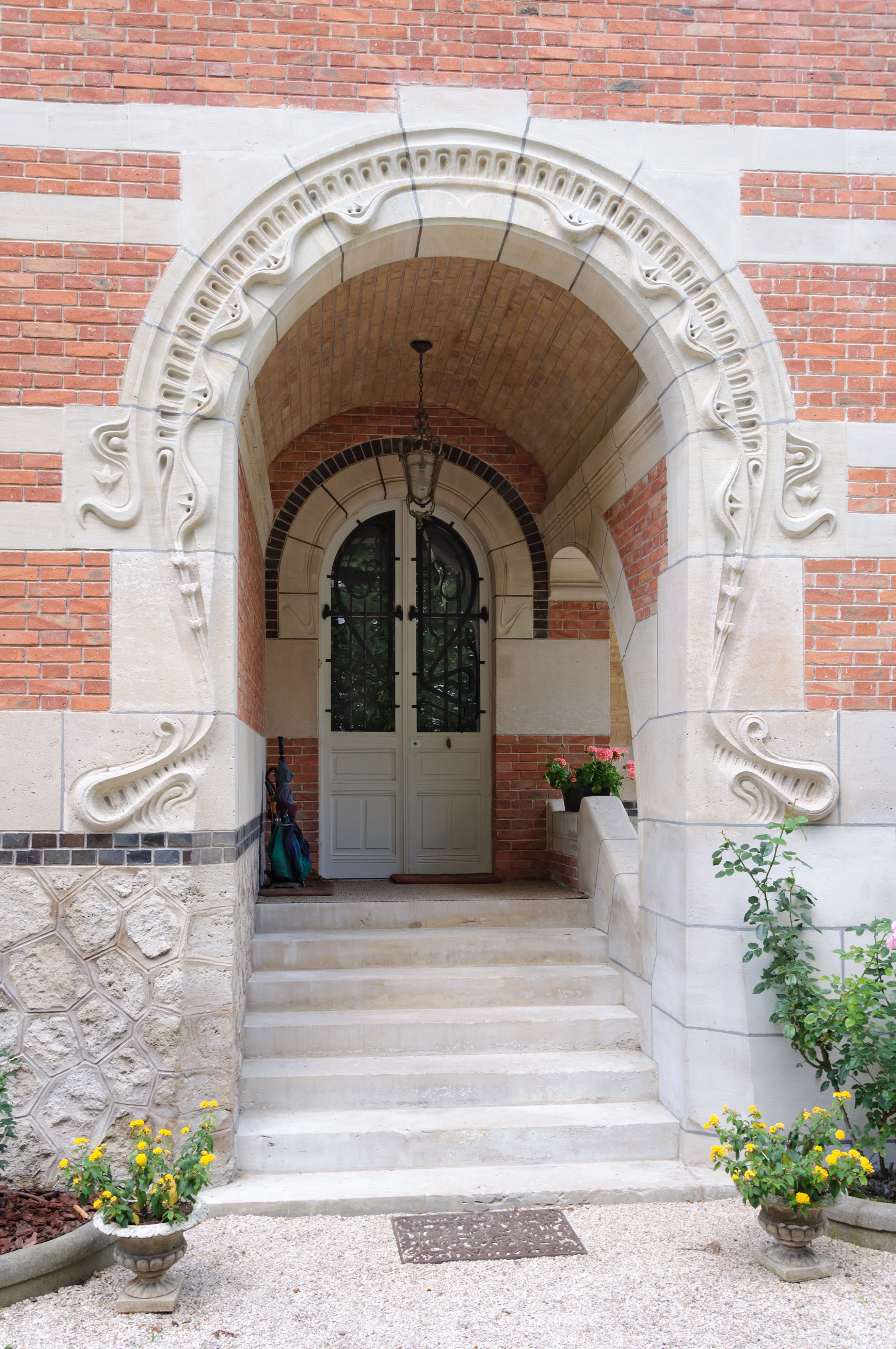
Villa Berthe au Vésinet (1896).
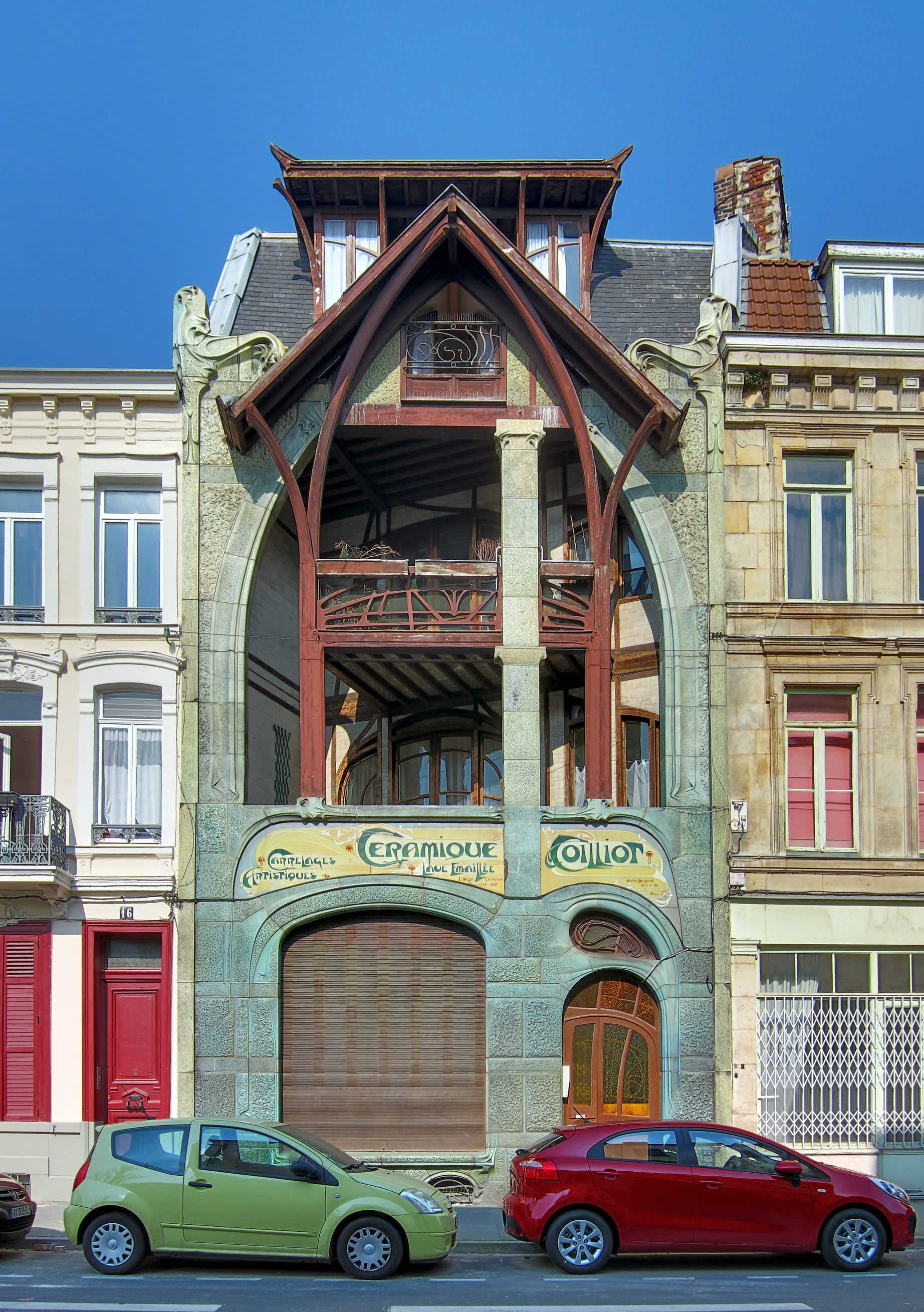
Maison Coilliot à Lille (1898).
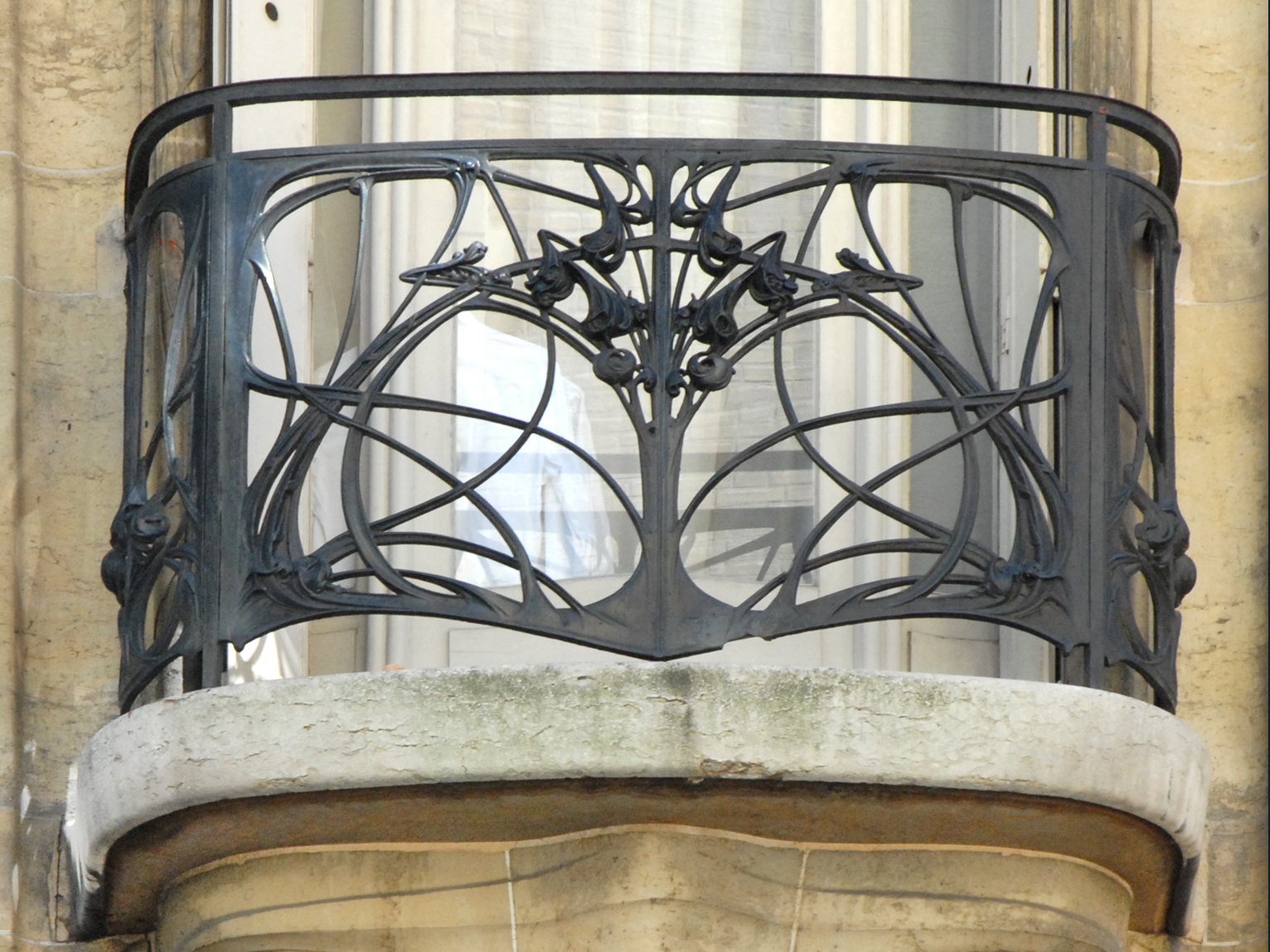
Hôtel Guimard (1909).
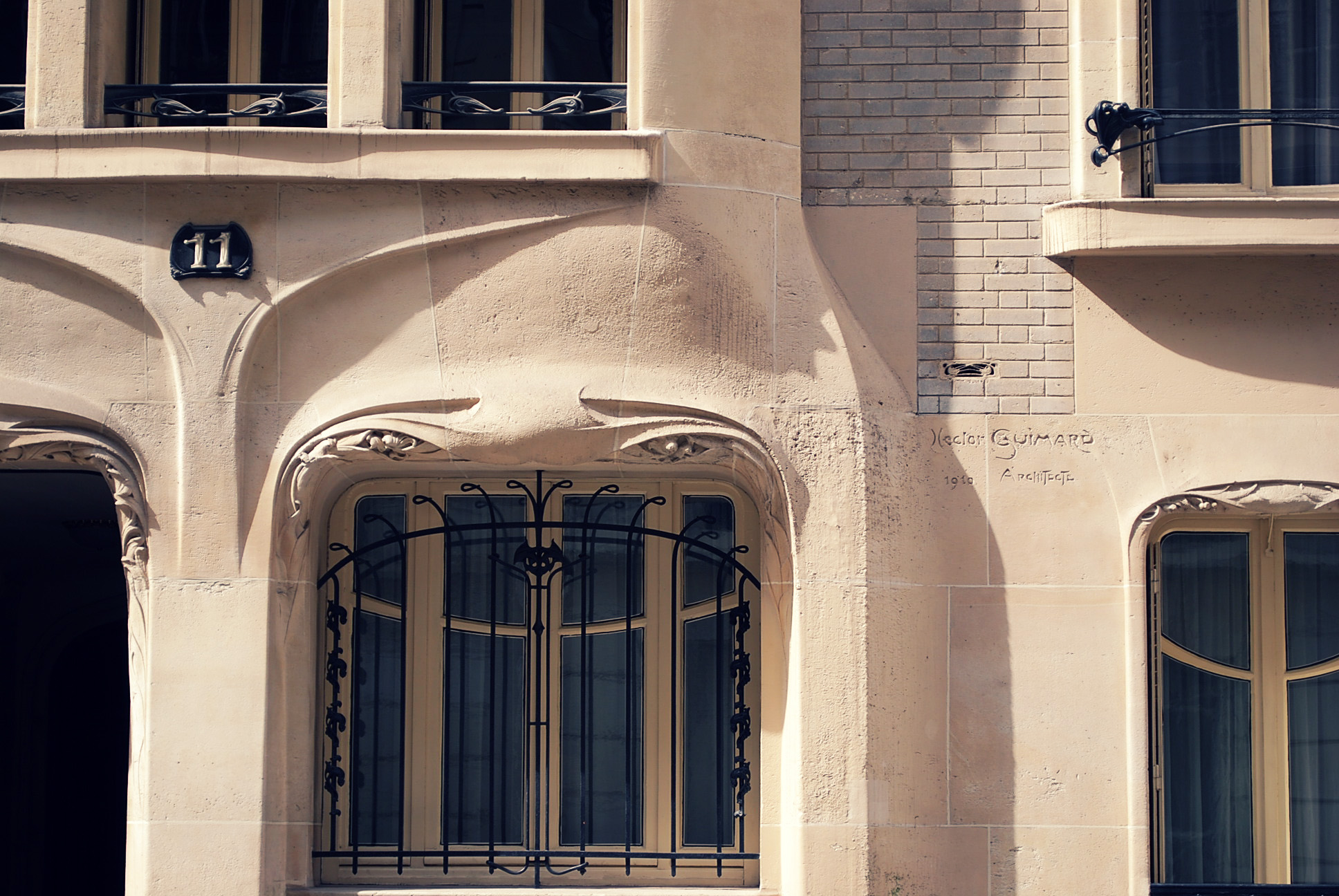
Immeuble Trémois (1909).
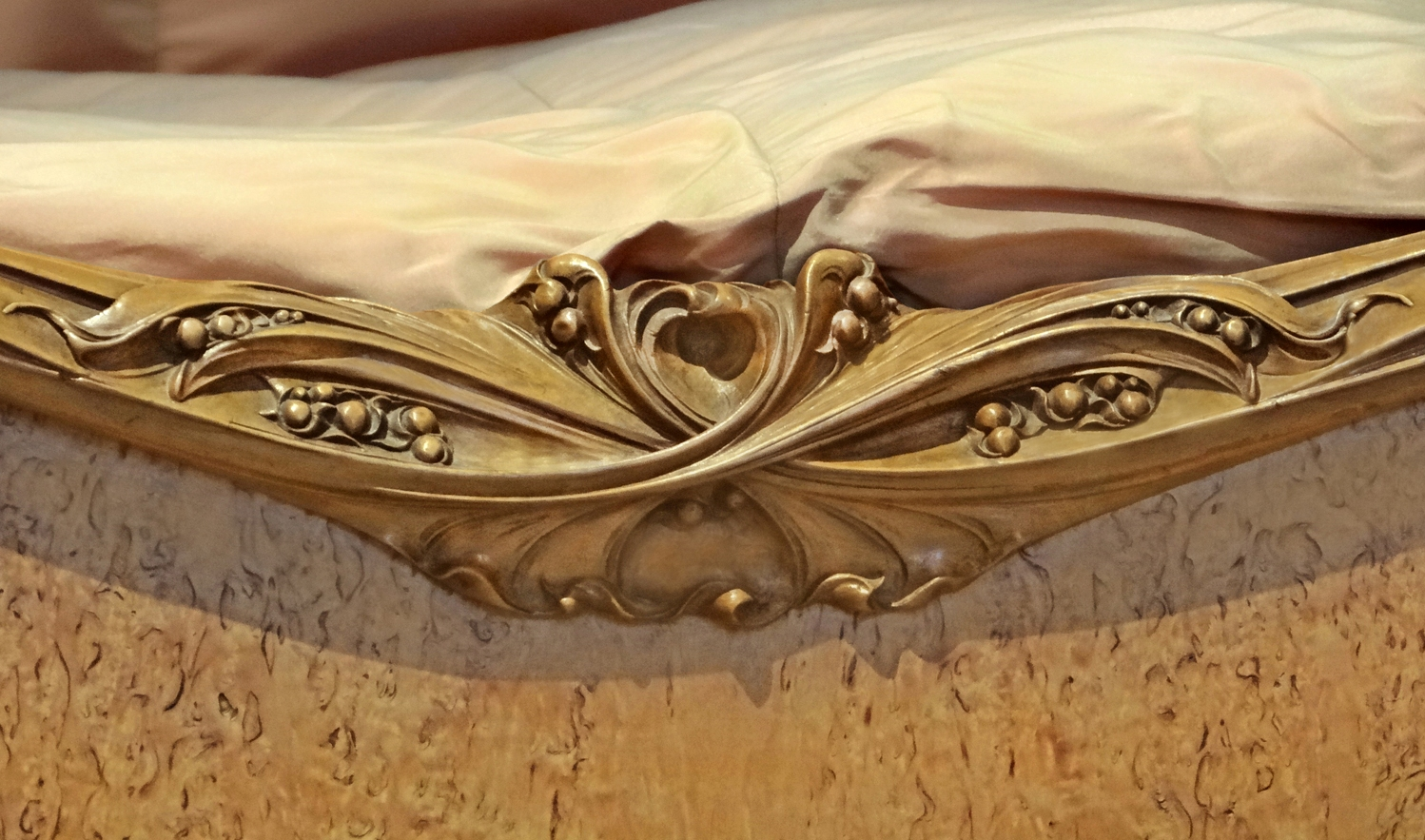
Chambre à coucher de l'hôtel Guimard (1910).
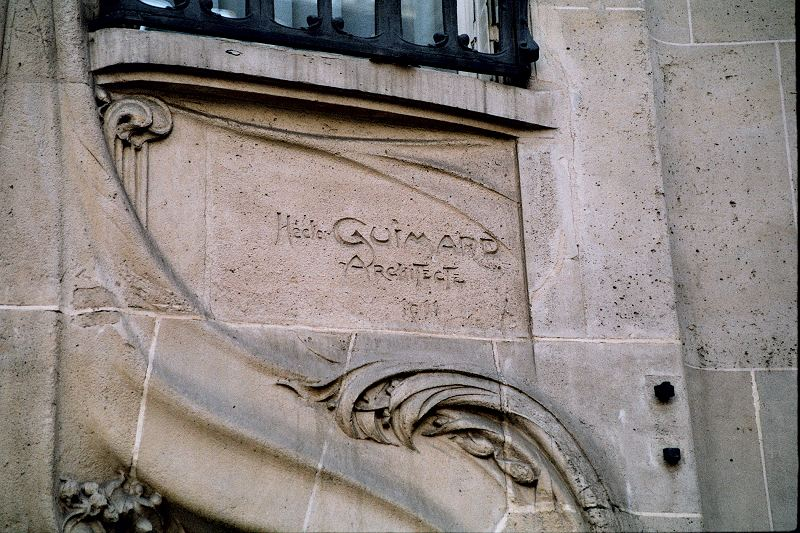
Groupe d'immeubles de la rue Moderne (1910).

## Publications
- Hector Guimard (préf. G. d'Hostingue), Le Castel Béranger, Librairie Rouam et Cie, Paris (14, rue du Helder), 1898, 3 p., 32 × 44 cm, ill. en coul., 65 planches (BNF 35826214). L'exemplaire de la BNF est un envoi de l'auteur à Maurice Barrès.
- Hector Guimard, Recueil. Cartes postales. Hector Guimard, formats divers (BNF 40439773), série de 24 cartes postales. Hector Guimard a utilisé la carte postale comme objet promotionnel. Une exposition leur fut consacrée durant l'été 2006 à l'hôtel Mezzara[44].
- Victor Arwas, Paul Greenhalgh, Dominique Morel et Marc Restellini, L'Art Nouveau, la Révolution décorative, Éd. Pinacothèque de Paris/Skira ; catalogue de l'exposition à la Pinacothèque de Paris, 2013.

#### Bases de données et dictionnaires
- Ressources relatives aux beaux-arts :   - AGORHA
  - Art Institute of Chicago
  - Artists of the World Online
  - Bénézit
  - Bridgeman Art Library
  - Cooper–Hewitt, Smithsonian Design Museum
  - Grove Art Online
  - Kunstindeks Danmark
  - Musée d'art Nelson-Atkins
  - Musée d'Orsay
  - Museum of Modern Art
  - MutualArt
  - National Gallery of Art
  - RKDartists
  - Union List of Artist Names
- Ressource relative à la vie publique :   - base Léonore
- Ressource relative à la recherche :   - Persée
- Notices dans des dictionnaires ou encyclopédies généralistes :   - Britannica
  - Brockhaus
  - Den Store Danske Encyklopædi
  - Deutsche Biographie
  - Gran Enciclopèdia Catalana
  - Hrvatska Enciklopedija
  - Internetowa encyklopedia PWN
  - Nationalencyklopedin
  - Proleksis enciklopedija
  - Store norske leksikon
  - Treccani
  - Universalis
  - Visuotinė lietuvių enciklopedija
- Notices d'autorité :   - VIAF
  - ISNI
  - BnF (données)
  - IdRef
  - LCCN
  - GND
  - CiNii
  - Espagne
  - Pays-Bas
  - Israël
  - NUKAT
  - Catalogne
  - Australie
  - Norvège
  - Croatie
  - Lettonie
  - WorldCat